# San Francisco (California)
San Francisco, de forma oficial Ciudad y Condado de San Francisco (en inglés: City and County of San Francisco), es una ciudad que ocupa la cuarta posición de ciudad más poblada del estado de California y la 13.ª de Estados Unidos, con una población de aproximadamente 884 382 habitantes en 2013. Es la única ciudad-condado consolidada de California, y al abarcar una superficie territorial de 121 km², cuenta con la segunda densidad de población más alta del país entre las ciudades que superan los doscientos mil habitantes, tras Nueva York. Es el centro cultural, financiero y de transportes del Área de la Bahía de San Francisco, una aglomeración metropolitana de 8 736 000 habitantes.
Se encuentra en el extremo norte de la península de San Francisco, con el océano Pacífico al oeste, la bahía homónima al este y la entrada de la bahía al norte, por lo que solamente está conectada con tierra firme por su extremo sur.
El caserío de San Francisco fue fundado por colonos españoles en 1776. Construyeron un fuerte en lo que hoy es el Golden Gate y fundaron una misión llamada así en honor de Francisco de Asís. San Francisco perteneció al Virreinato de la Nueva España hasta la independencia de México en 1821. Tras la intervención estadounidense en México entre 1845 y 1848, el caserío y el resto de Alta California pasaron a ser territorio estadounidense.
En 1848 la fiebre del oro de California impulsó al caserío a un período de rápido crecimiento, pasando de mil a veinticinco mil habitantes en un año, lo que convirtió al pueblo en el más grande de la Costa oeste en aquella época. Después de haber sido devastada por el terremoto e incendio de 1906, San Francisco fue rápidamente reconstruida, y se convirtió en sede de la Exposición Internacional de Panamá y el Pacífico nueve años más tarde. Durante la Segunda Guerra Mundial, la ciudad fue el puerto de embarque de miles de soldados que partían hacia la guerra del Pacífico. Tras la contienda, la confluencia de los militares que regresaban, la inmigración masiva, las actitudes liberales y otros factores dieron lugar al denominado Verano del Amor y los movimientos en favor de los derechos de los homosexuales, consolidando a San Francisco como un bastión liberal en los Estados Unidos.
La ciudad incluye varias islas localizadas dentro de la bahía (siendo la más famosa Alcatraz), así como los Farallones, que se sitúan a cuarenta y tres kilómetros de la costa en el océano Pacífico. Se comunica con el resto del país y del mundo por medio del Aeropuerto Internacional de San Francisco.
San Francisco es un destino popular para los turistas internacionales, siendo famosa por el puente Golden Gate, el edificio Pirámide Transamérica, los tranvías que recorren sus empinadas calles, su arquitectura modernista y victoriana y por su barrio chino, popularmente llamado Chinatown. En las cercanías de San Francisco se encuentra Silicon Valley, gran centro de investigaciones en tecnología y cibernética. La ciudad también es un importante centro financiero y bancario, ya que es sede de más de treinta instituciones financieras, lo que ha ayudado a hacer de San Francisco la decimoctava ciudad del mundo por PIB en 2008 y la novena de los Estados Unidos.
Actualmente es la segunda ciudad estadounidense con mejor calidad de vida, solamente superada por Honolulu.

## Historia
Los primeros restos arqueológicos que evidencian el poblamiento de la zona datan, aproximadamente, del año 3000 a. C. Gente del grupo lingüístico ohlone ocupó el norte de California desde, por lo menos, el siglo VI. Pese a que su territorio fue colonizado por los españoles desde comienzos del siglo XVI, los ohlone mantuvieron relativamente poco contacto con los europeos hasta 1769, cuando un grupo de exploración encabezado por Gaspar de Portolá descubrió la bahía de San Francisco, durante las expediciones para colonizar la Alta California.
En 1776, una expedición mandada por Juan Bautista de Anza eligió el lugar donde José Joaquín Moraga pronto fundaría el Presidio Real de San Francisco. A finales de ese año, el misionero franciscano Francisco Palou fundó allí la Misión de San Francisco de Asís (conocida en la actualidad como «Misión Dolores»). La tribu Yelamu de los ohlone, que poseía algunos poblados en la zona, se unió a los españoles para vivir y trabajar en la misión y sus miembros fueron convertidos al catolicismo.

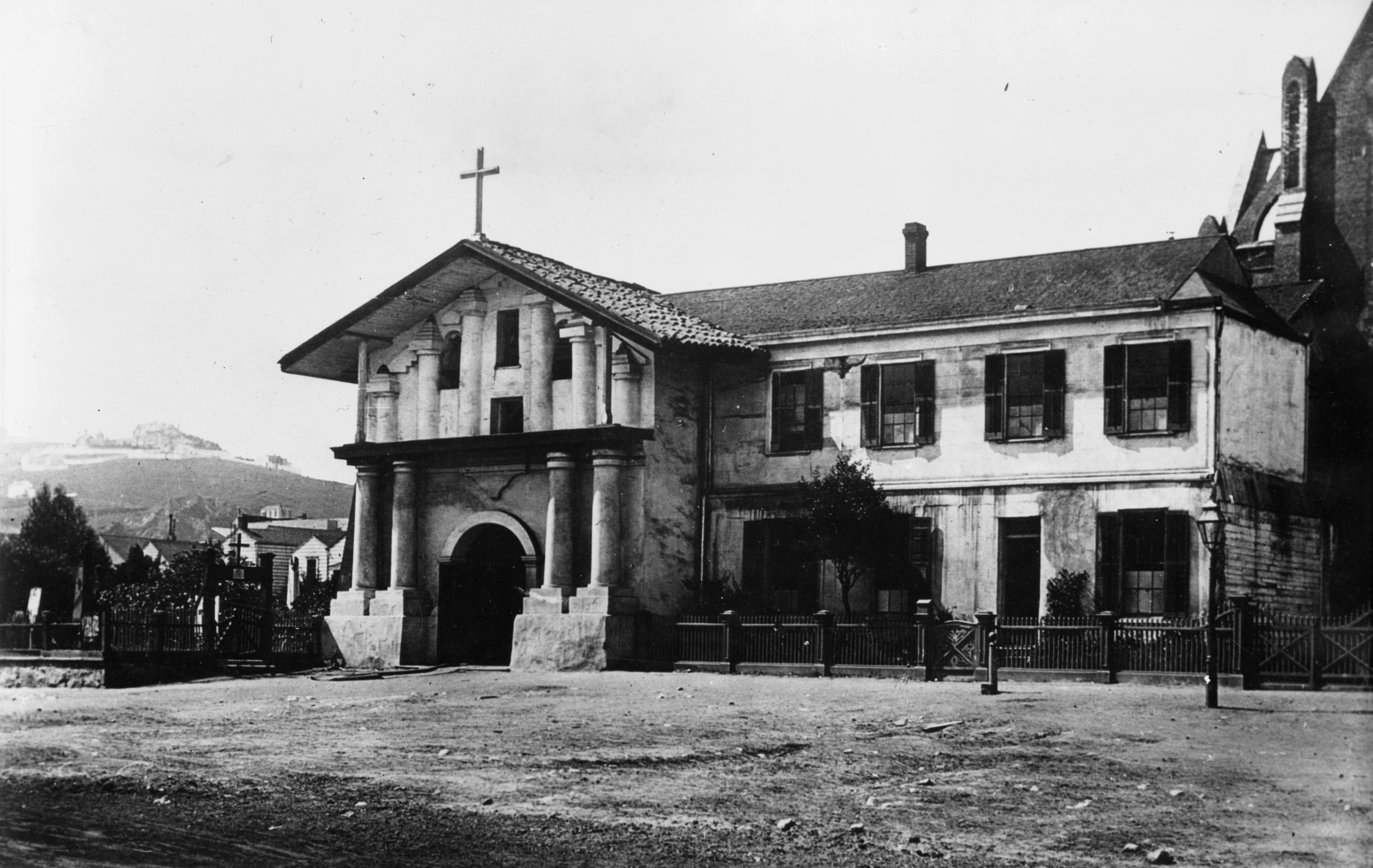
Misión de San Francisco de Asís (Misión Dolores)

Tras independizarse de España en 1821, la zona pasó a formar parte de México. Bajo el dominio mexicano, el sistema misionero gradualmente llegó a su fin y las tierras comenzaron a ser privatizadas. En 1835, el inglés William Anthony Richardson erigió la primera casa independiente, cerca de una zona de anclaje alrededor de lo que hoy es Portsmouth Square. Junto al alcalde Francisco de Haro, Richardson trazó un plan urbano para expandir el poblado, y la ciudad, llamada Yerba Buena, comenzó a atraer colonos estadounidenses. El comodoro John D. Sloat reclamó California para los Estados Unidos el 7 de julio de 1846 durante la guerra mexicano-estadounidense, y el capitán John B. Montgomery llegó a Yerba Buena para reclamarla dos días después. Yerba Buena fue renombrada San Francisco al año siguiente, y México oficializó la cesión del territorio a los Estados Unidos al final del conflicto. A pesar de su atractiva localización como puerto y base naval, San Francisco era aún un pequeño poblado con una inhóspita geografía.

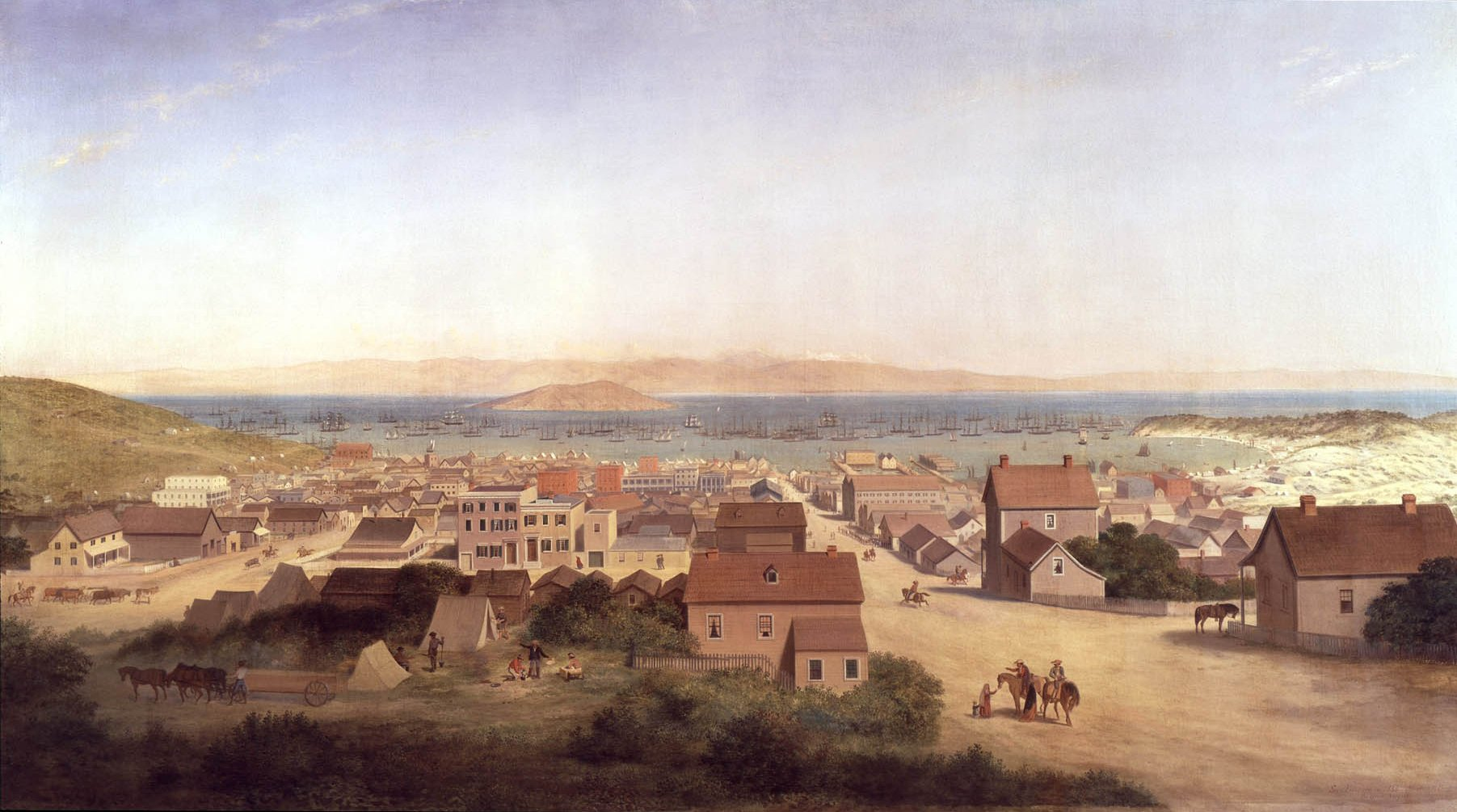
Vista de San Francisco en 1850, óleo sobre lienzo de George Henry Burgess (1878)

La fiebre del oro de California trajo consigo una avalancha de gente en busca de este preciado metal. De esta época data la receta del pan de masa fermentada, se asentaron en San Francisco en lugar de Benicia, su rival, y la población aumentó de mil habitantes en 1848 a veinticinco mil en diciembre de 1849. La promesa de grandes fortunas era tan tentadora que las tripulaciones de los barcos que llegaban desertaban y se apresuraban a los campos de oro, dejando tras ellos el puerto de San Francisco repleto de buques vacíos. California recibió la categoría de Estado rápidamente y el ejército estadounidense erigió Fort Point en el Golden Gate y un fuerte en la isla de Alcatraz para proteger la bahía de San Francisco. Se descubrieron yacimientos de plata, como el Comstock Lode en 1859, lo que propició un crecimiento poblacional aún mayor. Con verdaderas hordas de buscadores de fortunas que llegaban a la ciudad, el caos se asentó en San Francisco y la zona de Barbary Coast pasó a estar poblada por criminales, prostitutas y ludópatas.
Muchos empresarios trataron de aprovechar la riqueza generada por la fiebre del oro. Una de las beneficiadas fue la industria bancaria tras la fundación de Wells Fargo en 1852 y el Banco de California en 1864. El desarrollo del puerto de San Francisco proporcionó a la ciudad un importante estatus como centro comercial. A su vez, y para abastecer las necesidades crecientes de la población, Levi Strauss y Domingo Ghirardelli abrieron sendos negocios en la ciudad. La mano de obra inmigrante convirtió a la ciudad en un centro de cultura políglota, especialmente con la construcción del barrio de Chinatown por parte de los trabajadores chinos del ferrocarril. El primer ferrocarril por cable en San Francisco fue el Clay Street Hill Railroad, inaugurado en 1873. Las casas de estilo victoriano de la ciudad comenzaban a tomar forma y los líderes civiles luchaban en sus campañas por la construcción de parques públicos, lo que finalmente resultó en el proyecto del Golden Gate Park. Las instalaciones del Presidio se convirtieron en las más importantes que el ejército estadounidense tenía en la costa del Pacífico. Sobre el final del siglo, San Francisco era una gran ciudad conocida por su extravagante estilo, sus imponentes hoteles, las ostentosas mansiones de Nob Hill y una emergente escena artística.

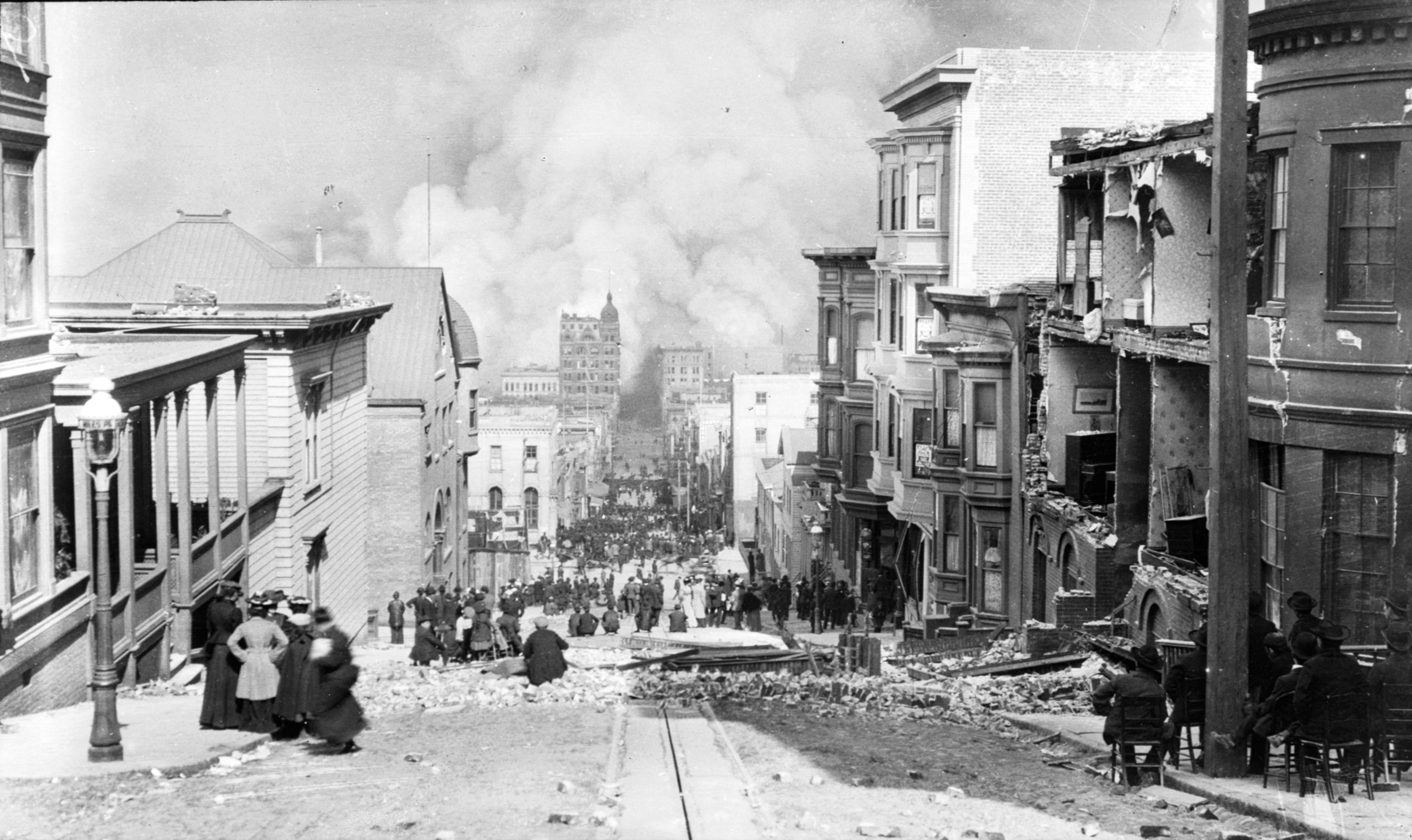
Ciudadanos observando atónitos uno de los fuegos originados en el centro de la ciudad tras el seísmo

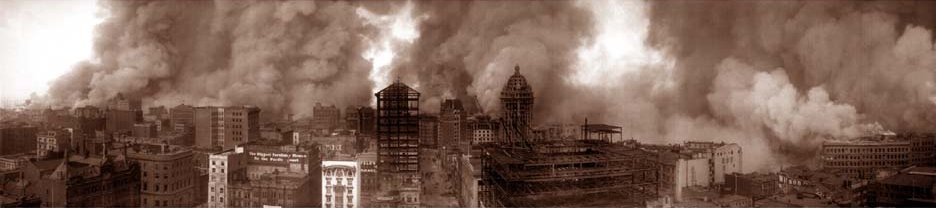
Incendio de San Francisco tras el Gran Terremoto de 1906

A las 5:12 del 18 de abril de 1906, la ciudad y el norte de California fueron sacudidas por un terremoto de magnitud 7.8 en la escala de Richter. Pese a que numerosos edificios se desplomaron a causa del temblor, los fuegos provocados por las rupturas de las instalaciones de gas fueron más devastadores. Sin embargo, no todos los incendios se debieron a causas naturales, ya que algunos propietarios no tenían aseguradas sus propiedades contra terremotos, pero sí contra incendios. Con el sistema de abastecimiento de agua fuera de servicio, las Fuerzas de Artillería del Presidio intentaron contener la situación dinamitando bloques de edificios para crear cortafuegos. Más de tres cuartas partes de la ciudad quedaron en ruinas, incluyendo la mayor parte del centro de la ciudad. Los resultados arrojados entonces afirmaron que 498 personas perdieron sus vidas a causa del terremoto, pero estudios recientes demostraron que, directa o indirectamente, el seísmo dejó tres mil fallecidos. En ese momento, la población de San Francisco era de cuatrocientos mil habitantes; y más de la mitad, doscientos cincuenta mil, quedaron sin hogar. Los refugiados se asentaron temporalmente en tiendas de campaña instaladas en el Golden Gate Park, el Presidio o las playas, entre otros lugares. Muchos se restablecieron permanentemente en el este de la Bahía.
La reconstrucción de la ciudad fue rápida y a gran escala. Se rechazaron ofertas para rediseñar completamente el trazado urbano, ya que los sanfranciscanos optaron por reconstruir la ciudad rápidamente. El Banco de Italia (después Banco de América) de Amadeo Giannini concedió préstamos a aquellos que hubieran perdido todo su sustento. Las mansiones devastadas de Nob Hill, sin embargo, se convirtieron en grandes hoteles. El Ayuntamiento fue reconstruido con un estilo Beaux Arts, y la ciudad celebró su renacimiento con la Exposición Universal de San Francisco de 1915.

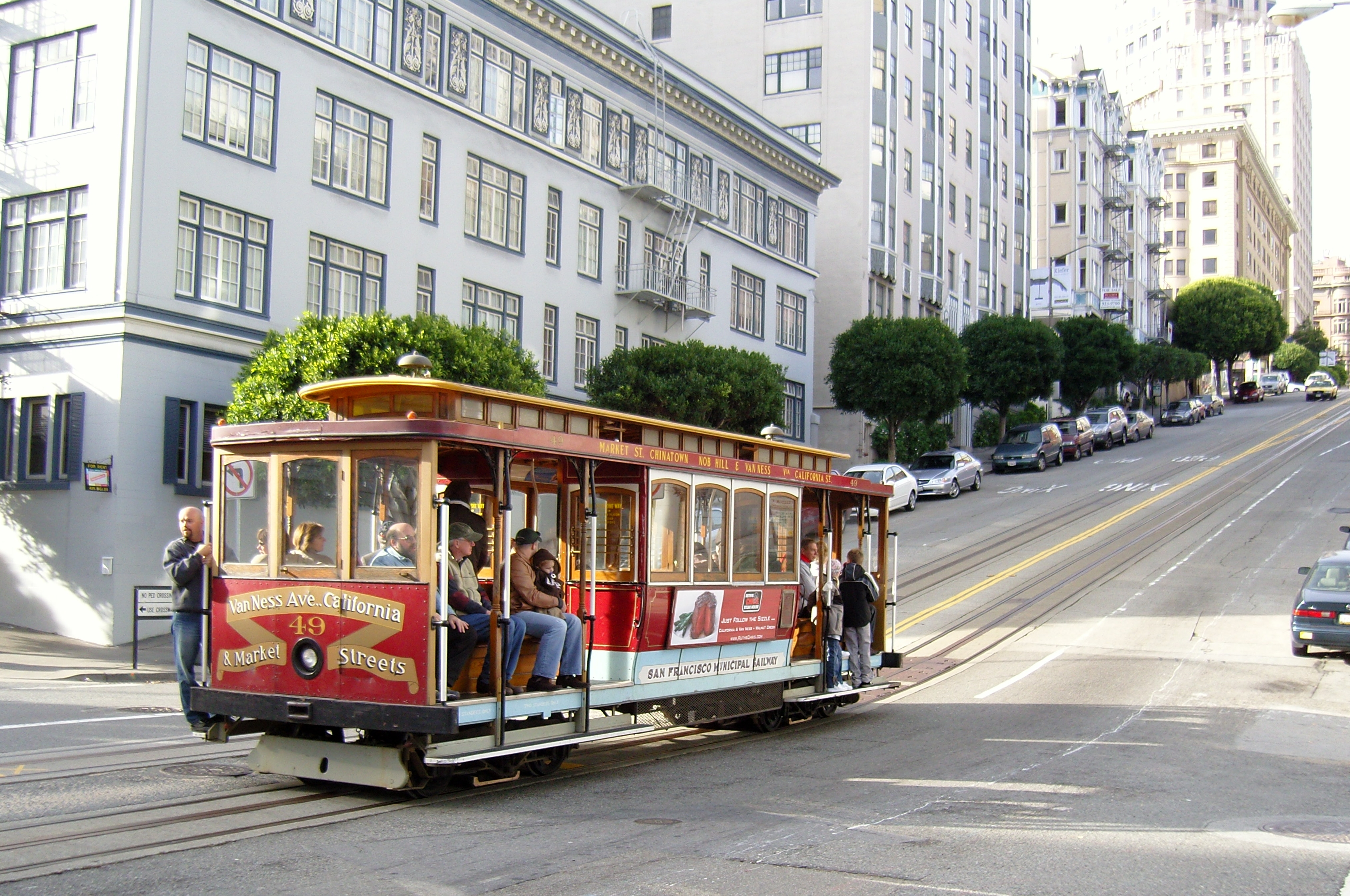
Los tranvías de cable de San Francisco, con 135 años de servicio, no son solo un atractivo turístico sino un icono de la ciudad.

Durante los siguientes años, la ciudad se consolidó como un importante centro financiero. Tras la crisis bursátil de 1929, ningún banco de San Francisco fue declarado en quiebra. De hecho, fue durante la Gran Depresión cuando San Francisco desarrolló sus grandes proyectos de ingeniería, construyendo simultáneamente el puente de la Bahía y el Golden Gate, completados en 1936 a 1937 respectivamente. Fue también durante este periodo cuando la isla de Alcatraz, antigua prisión militar, comenzó a servir como prisión federal de máxima seguridad, albergando a famosos reclusos como Al Capone, George «Machine Gun» Kelly y Robert Franklin Stroud. La ciudad celebró más tarde su renacida grandeza con una Exposición Universal, la Exposición Internacional de Golden Gate en 1939‑1940, creando la isla Treasure en mitad de la bahía para albergarla.

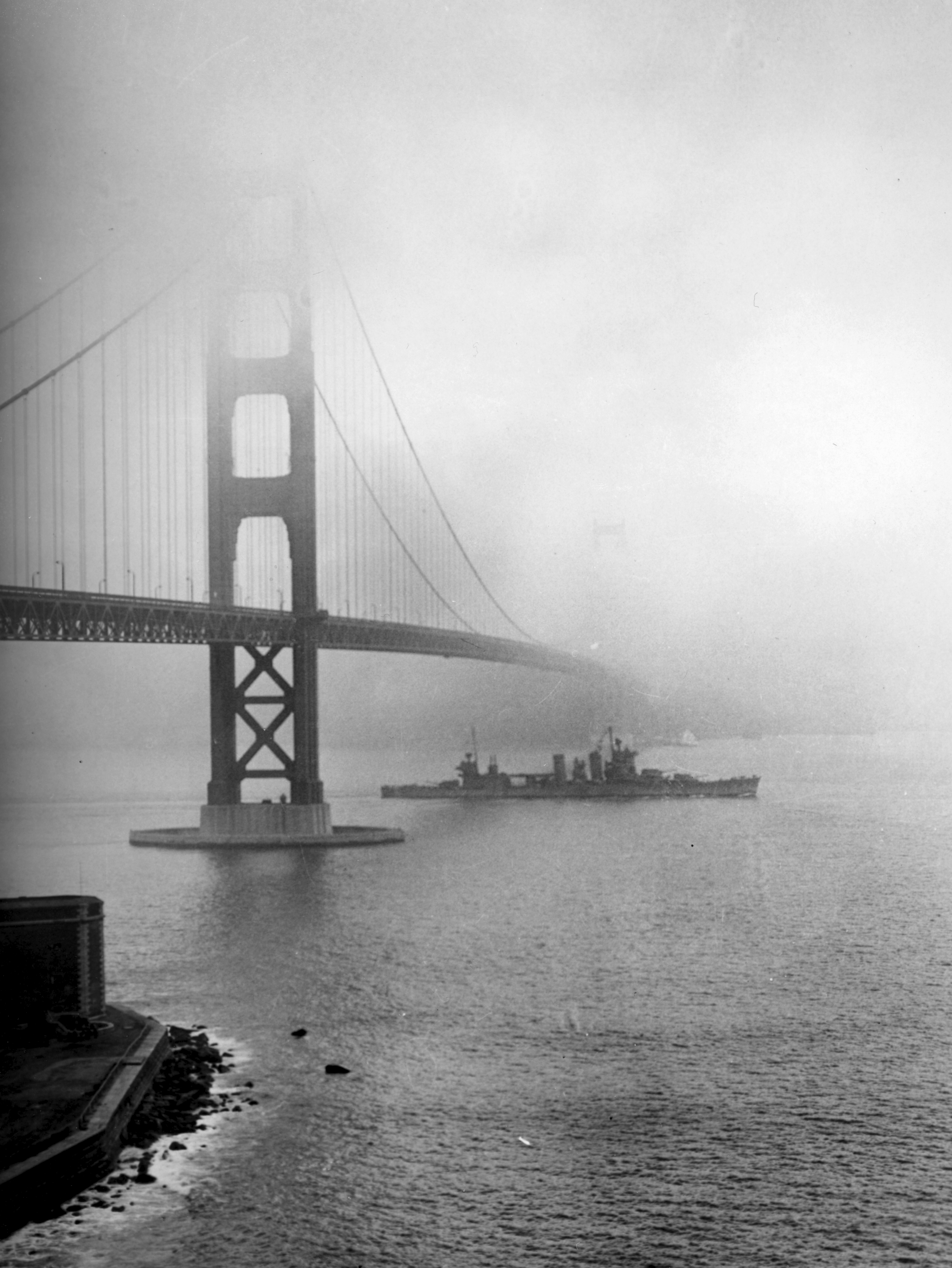
El USS San Francisco pasa por debajo del Puente Golden Gate en 1942, en plena Segunda Guerra Mundial.

Durante la Segunda Guerra Mundial, el Astillero Naval de San Francisco se convirtió en centro de actividad, y Fort Mason se convirtió en el principal puerto de embarcación para el envío de tropas al teatro de operaciones del Pacífico. El aumento de puestos de trabajo atrajo a mucha gente, especialmente afroamericanos del sur, hacia el área. Tras el final de la contienda, muchos militares regresaron de su servicio en el extranjero y los civiles que llegaron a trabajar a San Francisco decidieron quedarse. La Carta que creaba las Naciones Unidas fue redactada y firmada en San Francisco en 1945 y en 1951, se firmó el Tratado de San Francisco que daba por terminada, oficialmente, la guerra con Japón.
Los proyectos de planificación urbana en los años 1950 a 1960 propiciaron la destrucción y rediseño de los barrios de la zona oeste y la construcción de nuevas autopistas, de las cuales solo una serie de segmentos fueron construidos antes de que el proyecto fuera frenado a causa de la oposición de los ciudadanos. La Pirámide Transamérica fue completada en 1972, y durante los años 1970 comenzó la manhattanización de San Francisco, especialmente en el centro de la ciudad. La actividad portuaria se trasladó a Oakland y la ciudad comenzó a perder trabajos en la industria, pero empezó a convertir el turismo en el centro de su economía. Las afueras de la ciudad experimentaron un rápido crecimiento y San Francisco sufrió un importante cambio en su demografía ya que numerosos sectores de la población blanca dejaron la ciudad, siendo suplantados por oleadas de inmigrantes asiáticos y latinoamericanos. Durante este periodo, San Francisco se convirtió en un imán de la contracultura estadounidense. Los escritores de la Generación beat alimentaron el renacimiento de San Francisco y se asentaron en el barrio de North Beach en los años 1950. El movimiento hippie ocupó Haight-Ashbury en los años 1960, llegando a su apogeo en el Verano del amor de 1967. En los años 1970 la ciudad se convirtió en un centro del movimiento por los derechos de los homosexuales, especialmente tras la aparición de Castro como barrio gay, la elección de Harvey Milk como concejal por el Ayuntamiento de San Francisco y el asesinato de este y de George Moscone en 1978.

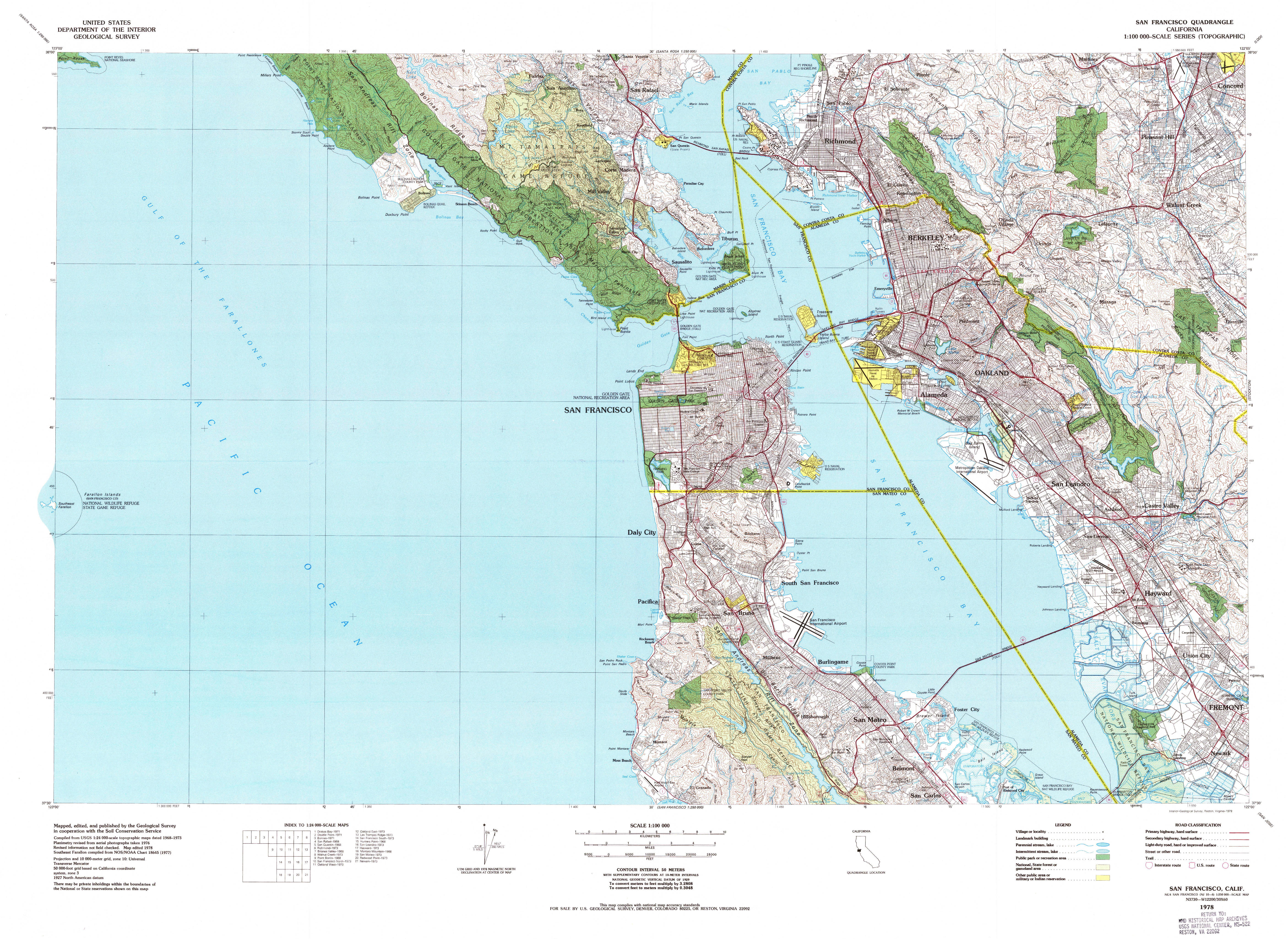
Mapa de San Francisco y sus alrededores en 1978

El terremoto de Loma Prieta en 1989 provocó la destrucción y la pérdida de vidas humanas en toda el Área de la Bahía. En San Francisco, el seísmo dañó seriamente las estructuras en los distritos de Marina y South of Market y precipitó la demolición de la dañada autopista del Embarcadero y gran parte de la autopista Central, permitiendo a la ciudad recuperar su histórica zona costera en el centro de la ciudad.
Durante la burbuja punto com de finales de los años 1990, las compañías startup estimularon la economía de San Francisco. Un gran número de empresarios y desarrolladores de aplicaciones informáticas se trasladaron a la ciudad, seguidos de profesionales comerciales y de mercadotecnia, cambiando el paisaje de barrios que antaño eran pobres y en ese momento se aburguesaron. Cuando la burbuja estalló en 2001, muchas de las compañías cerraron y sus empleados se marcharon, aunque la alta tecnología y el espíritu empresarial continúan siendo pieza clave de la economía de San Francisco.

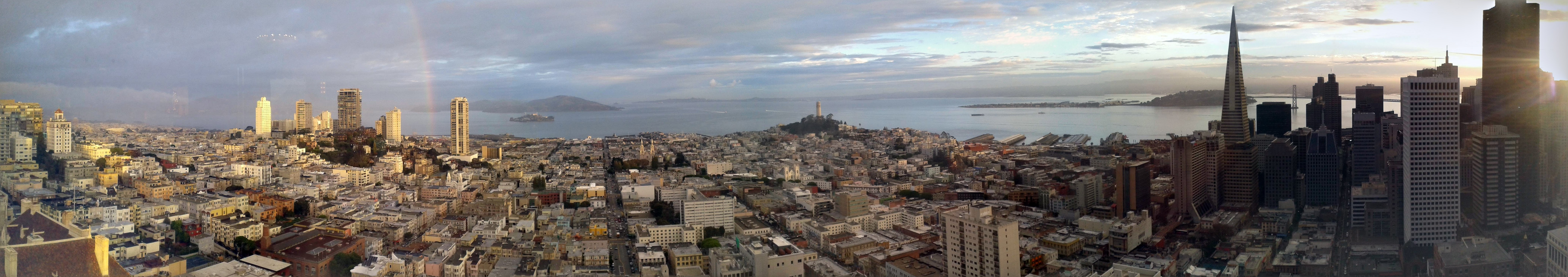
Panorámica de North Beach, San Francisco, desde la torre del hotel Fairmont en 2015.

## Geografía

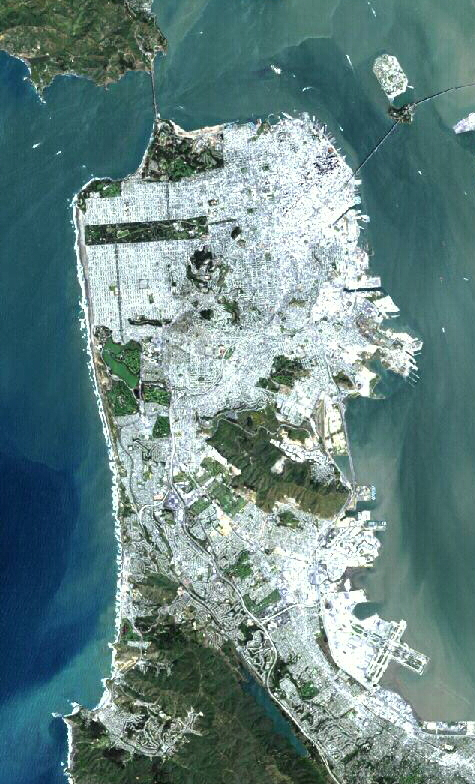
La península de San Francisco

San Francisco está ubicado en la costa oeste de los Estados Unidos, en la punta de la península de San Francisco e incluye importantes tramos del océano Pacífico y la bahía de San Francisco dentro de sus fronteras. Varias islas como Alcatraz, isla Treasure, la vecina isla de Yerba Buena, y pequeñas partes de la isla de Alameda, la isla Roja y la isla Ángel forman parte de la ciudad. También se incluyen las deshabitadas islas Farallones, alejadas cuarenta y tres kilómetros de la costa del océano Pacífico. La parte sobre tierra firme dentro de los límites de la ciudad forma aproximadamente un cuadrado de once por once kilómetros, un término coloquial usado para referirse a la forma de la ciudad, aunque su superficie total, incluida la superficie cubierta por agua, es cercana a los seiscientos kilómetros cuadrados.

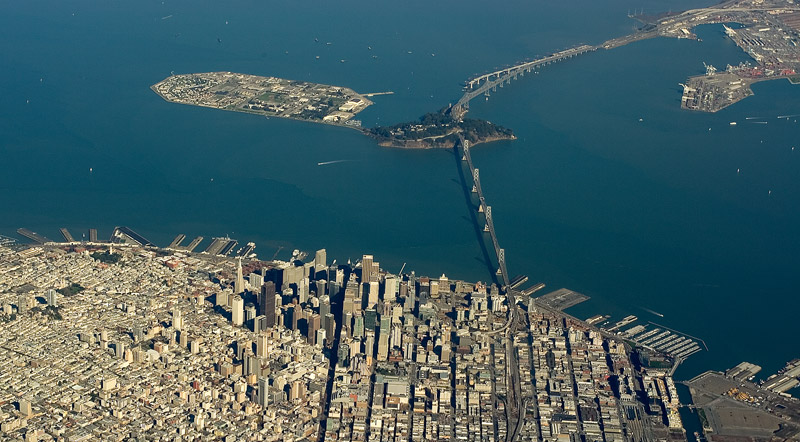
Vista aérea de la bahía de San Francisco

San Francisco es famosa por sus colinas. Hay más de cincuenta colinas dentro de los límites de la ciudad. Algunos de los nombres de los barrios pertenecen al nombre de la colina en la que están situados, como Nob Hill, Pacific Heights y Russian Hill. Cerca del centro geográfico de la ciudad, al suroeste, hay una serie de colinas menos densamente pobladas. Twin Peaks, un par de colinas que reposan en uno de los puntos más altos de la ciudad, constituye un popular mirador. La colina más alta de San Francisco, el monte Davidson, mide 282 metros de altura y en ella se encuentra una cruz de treinta y un metros de altura construida en 1934. Dominando esta área se erige la Torre de Sutro, una gran torre de transmisión de radio y televisión.
Las fallas de San Andrés y Hayward son responsables de gran actividad sísmica, aunque ninguna de ellas pasa físicamente a través de la propia ciudad. Fue la falla de San Andrés la que resbaló y causó los terremotos de 1906 y 1989. Frecuentemente ocurren terremotos menores, pero la amenaza de los terremotos mayores juega un papel importante en el desarrollo de la infraestructura de la ciudad. La ciudad ha actualizado constantemente sus códigos de construcción, por lo que se han requerido mayores modificaciones para los edificios más antiguos y estándares de ingeniería superiores para los de nueva construcción. Sin embargo, aún hay miles de pequeños edificios que siguen siendo potencialmente vulnerables a daños provocados por movimientos sísmicos.
La ribera de San Francisco ha crecido más allá de sus límites naturales. Barrios enteros, como el distrito de Marina y Hunters Point, así como amplios sectores del Embarcadero, se asientan en zonas de vertido. La isla Treasure se construyó a partir de material dragado de la bahía, así como de material resultante de la excavación de un túnel que atravesaba la isla Yerba Buena, durante la construcción del Puente de la Bahía. Esa tierra tiende a ser inestable durante un terremoto; la licuefacción resultante causa grandes daños a las propiedades construidas sobre ella, como quedó en evidencia en el distrito de Marina durante el terremoto de Loma Prieta en 1989.

## Clima

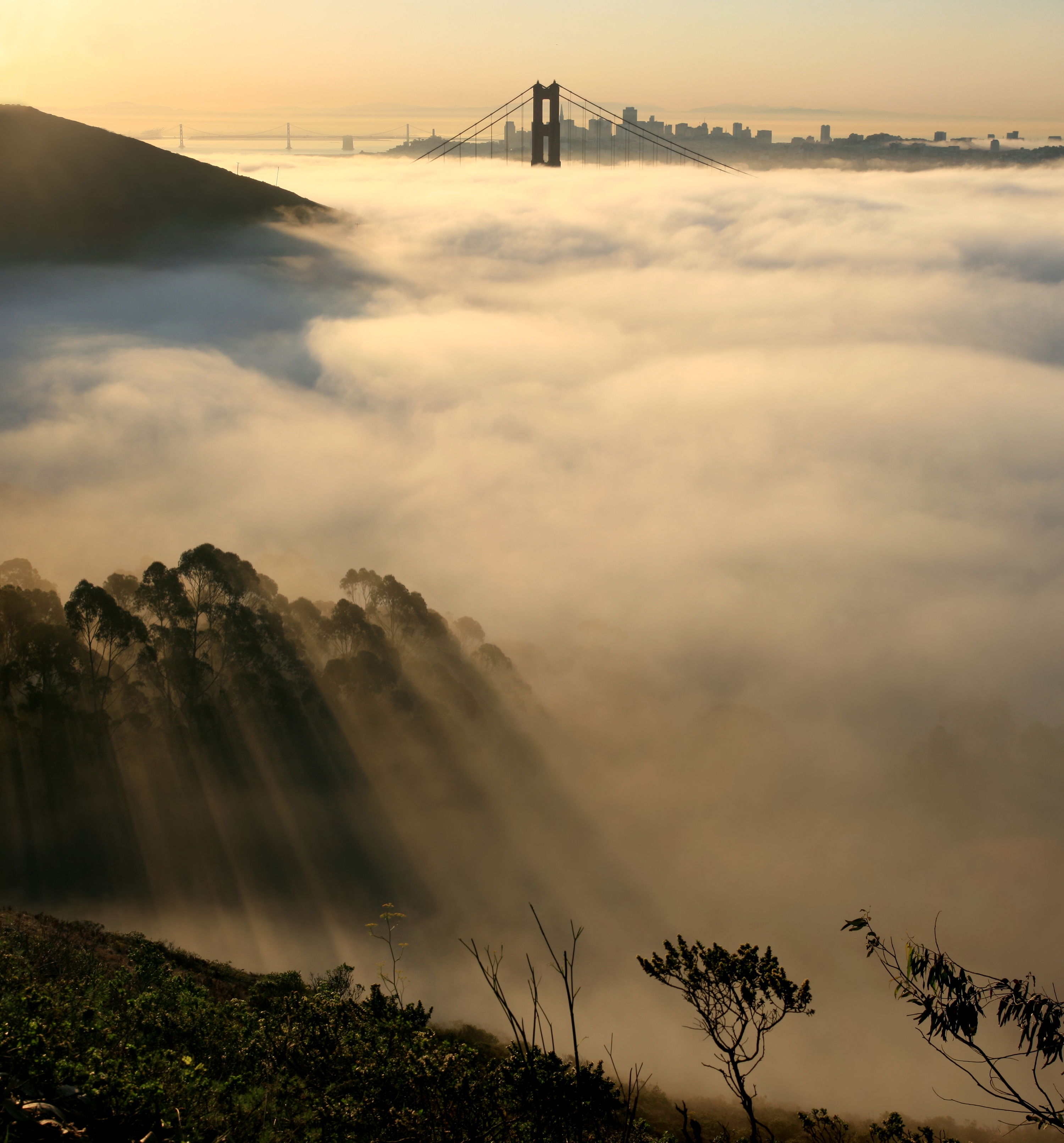
La niebla es un fenómeno característico de San Francisco en primavera y verano

El clima de San Francisco es un clima mediterráneo con influencias oceánicas, un poco más fresco que el habitual de la costa de California debido a las grandes corrientes provenientes del Pacífico, con inviernos frescos y muy húmedos, y veranos suaves y secos. Ya que está rodeada en tres lados por agua, el clima de San Francisco está fuertemente influenciado por las frías corrientes del océano Pacífico, el cual tiende a moderar las oscilaciones de temperatura y producir un clima fresco, con muy poca variación de temperatura estacional. El período seco, de mayo a octubre, es fresco, con temperaturas máximas promedio de 18‑21 °C y mínimas de 11‑13 °C. El período de lluvias, de noviembre a abril es fresco con temperaturas máximas de 14‑17 °C y mínimas de entre 8 y 10 °C. En promedio, las temperaturas exceden los 22 °C solamente en veintiocho días al año.
La combinación del agua fría del océano y el calor de la península de California crea en la metrópoli una característica niebla que puede cubrir la mitad occidental de la metrópoli durante todo el día en primavera y principios de verano. De hecho, una cita atribuida incorrectamente a Mark Twain es «el invierno más frío que he pasado fue un verano en San Francisco». La niebla es menos pronunciada en los barrios del este a finales del verano y durante el otoño, que son los meses más cálidos del año. Debido a su topografía y la fuerte influencia marítima, San Francisco presenta una multitud de diferentes microclimas. Las altas colinas en el centro geográfico de la metrópoli son responsables de variaciones de hasta 20 % en las precipitaciones anuales entre distintas partes de la metrópoli. También protegen a los barrios directamente al este de las condiciones frías y de niebla que se experimentan en el distrito de Sunset; para los que viven en el lado oriental de la metrópoli, San Francisco es soleada, con un promedio de 265 días soleados y noventa días nublados al año.
Los niveles de precipitación anuales están en torno a los 841 mm y estas tienen lugar durante los meses lluviosos, de noviembre a marzo. En promedio, la ciudad experimenta ciento dos días lluviosos al año. La nieve es extraordinariamente rara, ya que solamente ha sido registrada diez veces en la metrópoli desde 1852.
| Parámetros climáticos promedio de San Francisco (centro), California  | Parámetros climáticos promedio de San Francisco (centro), California | Parámetros climáticos promedio de San Francisco (centro), California | Parámetros climáticos promedio de San Francisco (centro), California | Parámetros climáticos promedio de San Francisco (centro), California | Parámetros climáticos promedio de San Francisco (centro), California | Parámetros climáticos promedio de San Francisco (centro), California | Parámetros climáticos promedio de San Francisco (centro), California | Parámetros climáticos promedio de San Francisco (centro), California | Parámetros climáticos promedio de San Francisco (centro), California | Parámetros climáticos promedio de San Francisco (centro), California | Parámetros climáticos promedio de San Francisco (centro), California | Parámetros climáticos promedio de San Francisco (centro), California | Parámetros climáticos promedio de San Francisco (centro), California |
| Mes                                                                   | Ene.                                                                 | Feb.                                                                 | Mar.                                                                 | Abr.                                                                 | May.                                                                 | Jun.                                                                 | Jul.                                                                 | Ago.                                                                 | Sep.                                                                 | Oct.                                                                 | Nov.                                                                 | Dic.                                                                 | Anual                                                                |
| --------------------------------------------------------------------- | -------------------------------------------------------------------- | -------------------------------------------------------------------- | -------------------------------------------------------------------- | -------------------------------------------------------------------- | -------------------------------------------------------------------- | -------------------------------------------------------------------- | -------------------------------------------------------------------- | -------------------------------------------------------------------- | -------------------------------------------------------------------- | -------------------------------------------------------------------- | -------------------------------------------------------------------- | -------------------------------------------------------------------- | -------------------------------------------------------------------- |
| Temp. máx. abs. (°C)                                                  | 22.0                                                                 | 24.0                                                                 | 26.0                                                                 | 32.0                                                                 | 34.0                                                                 | 36.0                                                                 | 37.0                                                                 | 39.0                                                                 | 34.5                                                                 | 32.0                                                                 | 30.0                                                                 | 24.0                                                                 | 39.0                                                                 |
| Temp. máx. media (°C)                                                 | 13.8                                                                 | 15.7                                                                 | 16.6                                                                 | 17.3                                                                 | 17.9                                                                 | 19.1                                                                 | 19.2                                                                 | 20.1                                                                 | 21.2                                                                 | 20.7                                                                 | 17.3                                                                 | 13.9                                                                 | 17.7                                                                 |
| Temp. media (°C)                                                      | 10.7                                                                 | 12.2                                                                 | 12.8                                                                 | 13.4                                                                 | 14.2                                                                 | 15.3                                                                 | 15.7                                                                 | 16.4                                                                 | 17.1                                                                 | 16.4                                                                 | 13.7                                                                 | 10.9                                                                 | 16.4                                                                 |
| Temp. mín. media (°C)                                                 | 7.6                                                                  | 8.6                                                                  | 9.2                                                                  | 9.6                                                                  | 10.6                                                                 | 11.6                                                                 | 12.3                                                                 | 12.8                                                                 | 12.8                                                                 | 12.1                                                                 | 10.1                                                                 | 7.8                                                                  | 11.6                                                                 |
| Temp. mín. abs. (°C)                                                  | -2.0                                                                 | -1.0                                                                 | 1.0                                                                  | 4.0                                                                  | 6.0                                                                  | 8.0                                                                  | 8.0                                                                  | 8.0                                                                  | 8.0                                                                  | 6.0                                                                  | 3.0                                                                  | -3.0                                                                 | -3.0                                                                 |
| Precipitación total (mm)                                              | 114.3                                                                | 113.0                                                                | 102.6                                                                | 137.1                                                                | 117.8                                                                | 104.1                                                                | 100.0                                                                | 101.5                                                                | 105.3                                                                | 128.4                                                                | 110.3                                                                | 115.8                                                                | 1.346.2                                                              |
| Días de precipitaciones (≥ 0.25 mm)                                   | 17.7                                                                 | 11.1                                                                 | 11.0                                                                 | 9.5                                                                  | 9.8                                                                  | 6.5                                                                  | 5.3                                                                  | 5.0                                                                  | 11.7                                                                 | 11.9                                                                 | 11.9                                                                 | 11.6                                                                 | 123.0                                                                |
| Horas de sol                                                          | 185.9                                                                | 207.7                                                                | 269.1                                                                | 309.3                                                                | 325.1                                                                | 311.4                                                                | 313.3                                                                | 287.4                                                                | 271.4                                                                | 247.1                                                                | 173.4                                                                | 160.6                                                                | 3061.7                                                               |
| Fuente: NOAA (normales 1981-2010, extremas desde 1874, sol 1961-1974) |                                                                      |                                                                      |                                                                      |                                                                      |                                                                      |                                                                      |                                                                      |                                                                      |                                                                      |                                                                      |                                                                      |                                                                      |                                                                      |

## Urbanismo

### Barrios

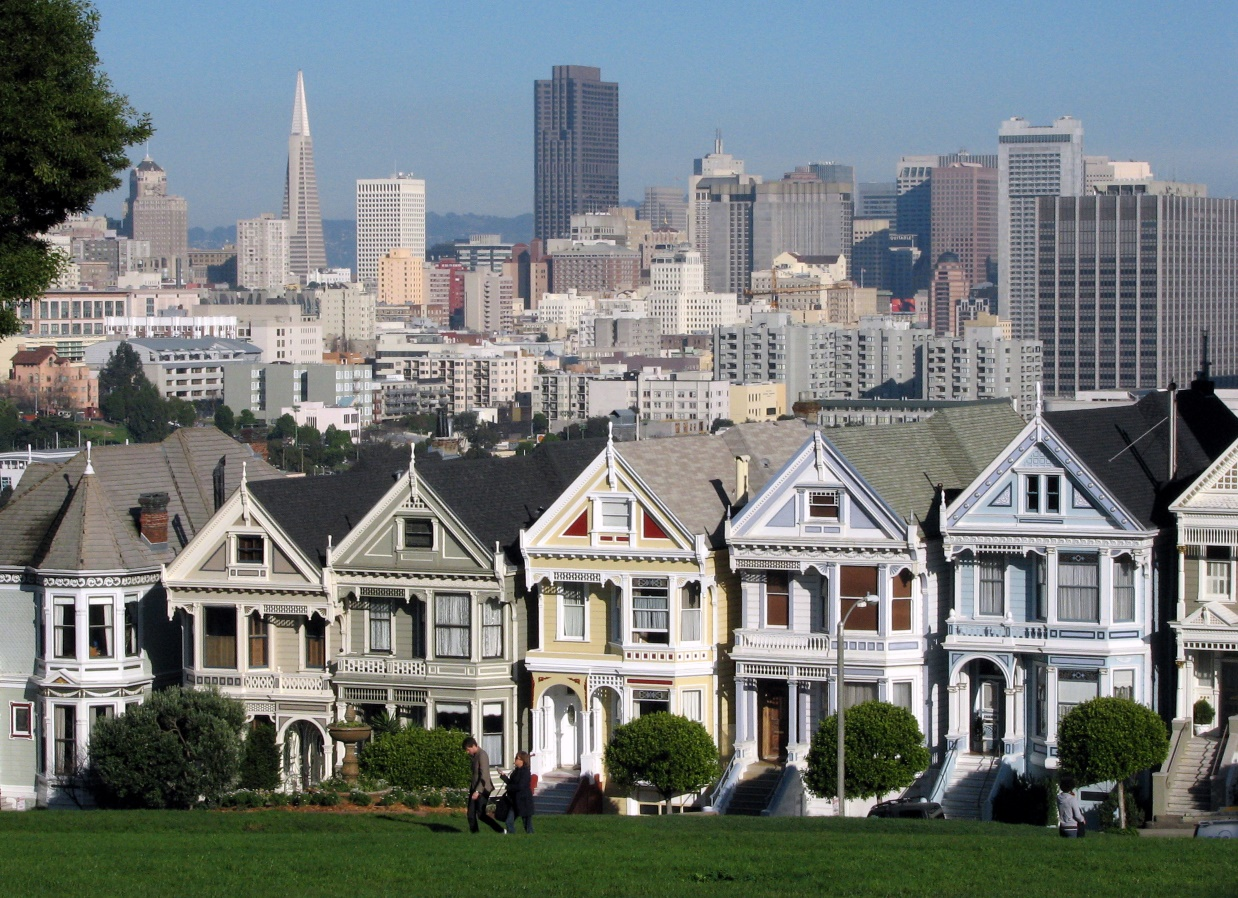
Las famosas Damas Pintadas en el vecindario de Alamo Square

El centro histórico de San Francisco está en el cuadrante noreste de la ciudad, delimitado por la calle Market hacia el sur. Es aquí donde se centra el Distrito Financiero, con Union Square, el principal distrito comercial y hotelero, así como el Tenderloin, descrito con frecuencia como el peor barrio de la ciudad por las guías turísticas.Los tranvías llevan a los residentes y turistas a través de empinadas pendientes hacia la cima de Nob Hill, que antiguamente era el barrio de los magnates de la ciudad, y hasta las atracciones turísticas frente al mar de Fisherman's Wharf y Pier 39, donde muchos restaurantes ofrecen cangrejo Dungeness procedente de una industria pesquera aún floreciente. También en este cuadrante está Russian Hill —un barrio residencial en el que se ubica la famosa Lombard Street—, North Beach —la «pequeña Italia» de la ciudad y antiguo centro de la Generación Beat— y Telegraph Hill, que cuenta con la Torre Coit. Cerca está el Chinatown de San Francisco, el barrio chino más antiguo de América del Norte.

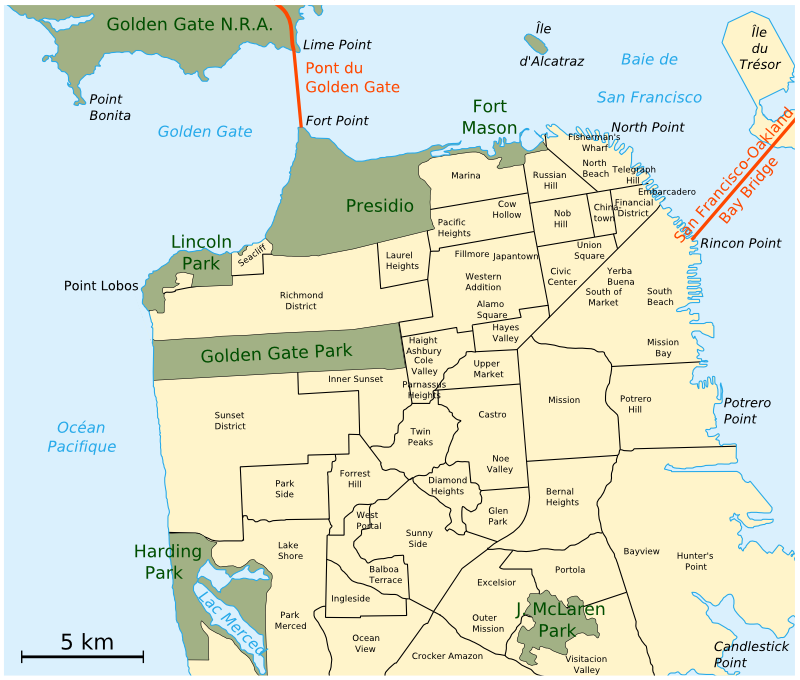
División de San Francisco por barrios

El distrito de la Misión fue poblado en el siglo XIX por californios (pobladores de California antes de que formara parte de los Estados Unidos) e inmigrantes de clase obrera procedentes de Alemania, Irlanda, Italia (5.2 %) y Escandinavia. En la década de 1910, una ola de inmigrantes de América Central se estableció en este barrio y, en la década de 1950, los inmigrantes de México comenzaron a predominar. En los últimos años se ha experimentado una rápida gentrificación principalmente a lo largo del corredor de la calle Valencia, el cual está fuertemente asociado con la subcultura hipster contemporánea. Haight-Ashbury, popularmente asociado con la cultura hippie de los años 1960, posteriormente pasó a albergar costosas boutiques y algunas polémicas tiendas de cadenas comerciales, aunque aún conserva algo de su carácter bohemio. Históricamente conocida como Eureka Valley, la zona ahora llamada Castro es el centro de la vida gay en la ciudad.

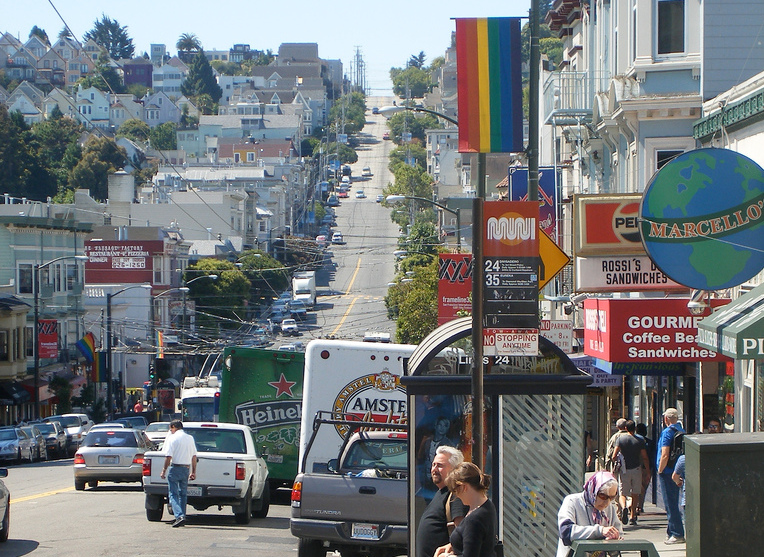
El barrio de Castro, símbolo de la comunidad gay de San Francisco.

El barrio de Japantown sufrió cuando sus residentes nipo-estadounidenses fueron desplazados e internados en campos de concentración durante la Segunda Guerra Mundial. Al mismo tiempo, una gran población afrodescendiente se asentó en el barrio de Western Addition. Las Damas Pintadas, una hilera de casas victorianas restauradas están ubicadas junto a Alamo Square, y las mansiones construidas por la élite empresarial de San Francisco a raíz del terremoto de 1906 se pueden encontrar en Pacific Heights. El distrito de Marina es una zona muy animada en la que predomina un público joven y urbano.
El distrito de Richmond, la vasta zona al norte del parque del Golden Gate que se extiende hasta el océano Pacífico, tiene una zona llamada «New Chinatown», pero también viven allí inmigrantes procedentes de otras partes de Asia y de Rusia. Al sur del parque se encuentra el distrito de Sunset con una población predominantemente asiática. Los distritos de Richmond y Sunset son, en gran parte, de clase media, y juntos son conocidos como The Avenues. Cada uno de estos dos distritos en ocasiones es dividido en dos zonas: el Outer Richmond y el Outer Sunset se refieren a las partes más occidentales de sus respectivos distritos, y el Inner Richmond y el Inner Sunset a las partes más orientales. Bayview-Hunters Point, en el sureste de la ciudad, es uno de los barrios más pobres y cuenta con una tasa elevada de delincuencia, aunque la zona ha sido objeto de polémicos planes de renovación urbana.
South of Market (SoMa), que en otro tiempo era el núcleo industrial de San Francisco, ha experimentado una remodelación significativa luego de la construcción de Oracle Park y una infusión de empresas emergentes. Por la zona proliferan ahora nuevos rascacielos, lofts para vivir y trabajar, y condominios. Se están llevando a cabo más desarrollos justo al sur, en la zona de Mission Bay, un antiguo patio de ferrocarril, que ahora tiene un segundo campus de la Universidad de California y el estadio del Chase Center, abierto en 2019 como la nueva sede de los Golden State Warriors.

### Playas y parques

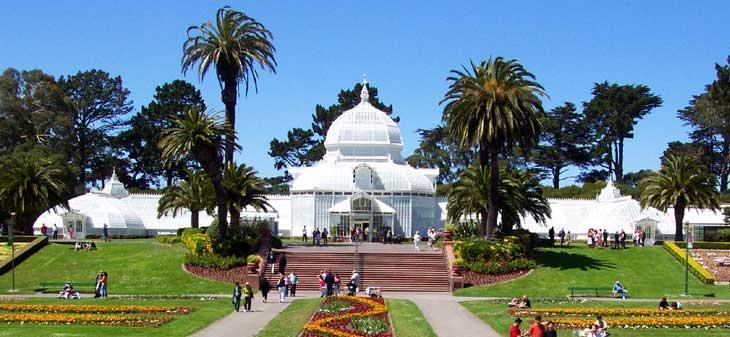
El Conservatory of Flowers en el parque Golden Gate

San Francisco se distingue por el hecho de que algunos de sus parques y prácticamente todas sus playas dentro de los límites de la ciudad forman parte del Área Nacional de Recreación Golden Gate, la cual es una de las unidades más visitadas del sistema de Parques Nacionales en los Estados Unidos, con más de trece millones de visitantes al año. También es uno de los parques urbanos más grandes del mundo. Las playas y parques que forman esta área incluyen Ocean Beach, que está situada a lo largo de la costa del océano Pacífico y es frecuentada por surfistas; Baker Beach, que se sitúa en una cala al oeste del Golden Gate y forma parte del Presidio, la antigua base militar. Dentro del Presidio se encuentra Crissy Field, un antiguo aeródromo que fue restaurado a su forma natural para volver a ser un ecosistema de marisma. El Área también administra el fuerte Funston, el parque Lands End, el fuerte Mason y Alcatraz. El Servicio del parque nacional también administra de forma separada el Parque Histórico Nacional Marítimo de San Francisco: una flota de barcos históricos y propiedades costeras alrededor del complejo Aquatic Park ha sido restaurada a su ecosistema natural. Todos estos lugares, junto a otros como Alcatraz y Fort Funston, forman parte del Área Nacional de Recreación Golden Gate, una colección regional de playas, parques y sitios históricos administrados por el Servicio de Parques Nacionales.
Existen más de doscientos parques mantenidos por el Departamento de Recreación y Parques de San Francisco. El mayor y más conocido es el parque Golden Gate, el cual se extiende desde el centro de la ciudad hacia el oeste, hasta toparse con el Pacífico. El parque fue concebido en los años 1860 y creado por medio de la plantación de miles de especies no autóctonas de árboles y otras plantas, y en él se encuentran atracciones culturales y naturales como el Conservatory of Flowers, el Japanese Tea Garden y el Jardín Botánico de San Francisco. El lago Merced es un lago de agua dulce rodeado de zonas verdes y cerca del zoológico de San Francisco, un parque que alberga más de 250 especies animales, muchas de las cuales se encuentran catalogadas como especies en peligro de extinción. El único parque manejado por el sistema de Parques Estatales de California que se encuentra mayoritariamente en San Francisco es Candlestick Point, que fue la primera área urbana de recreación del estado.

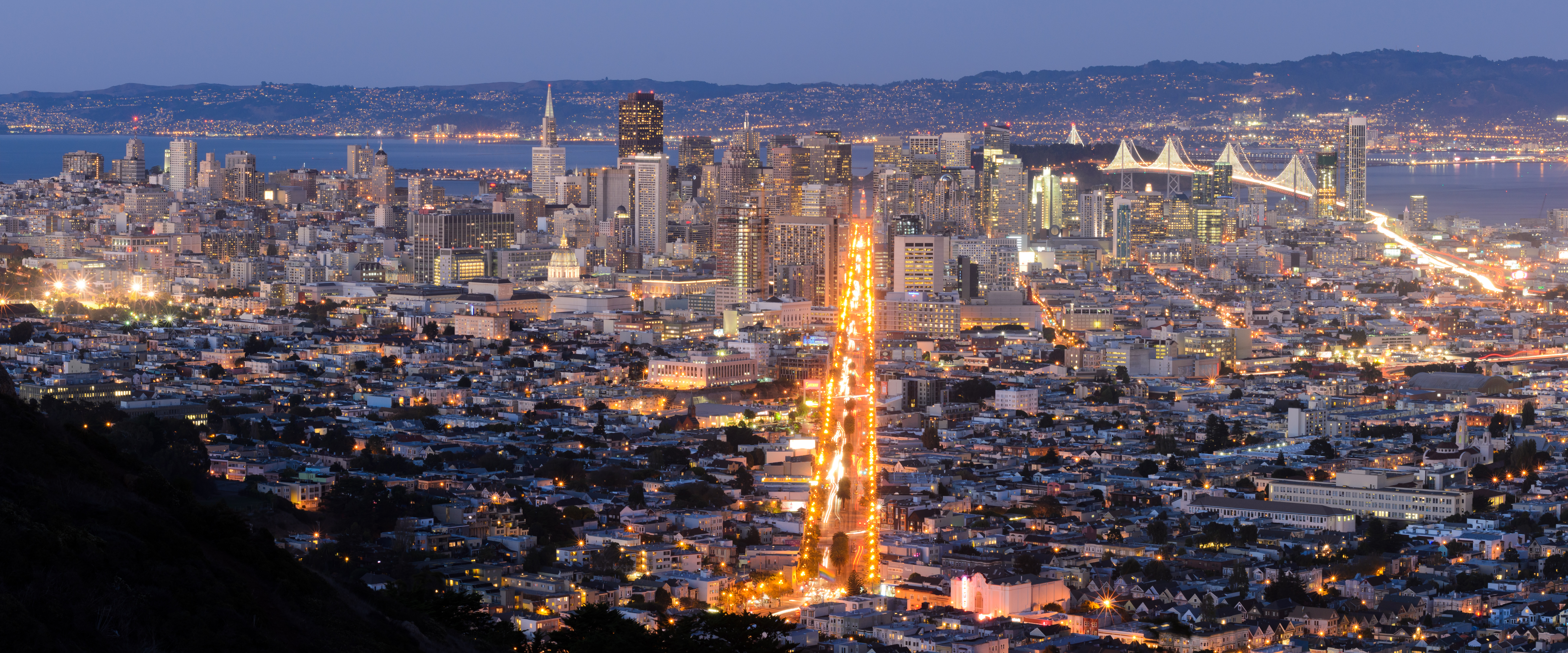
Paisaje urbanístico de la ciudad

## Demografía

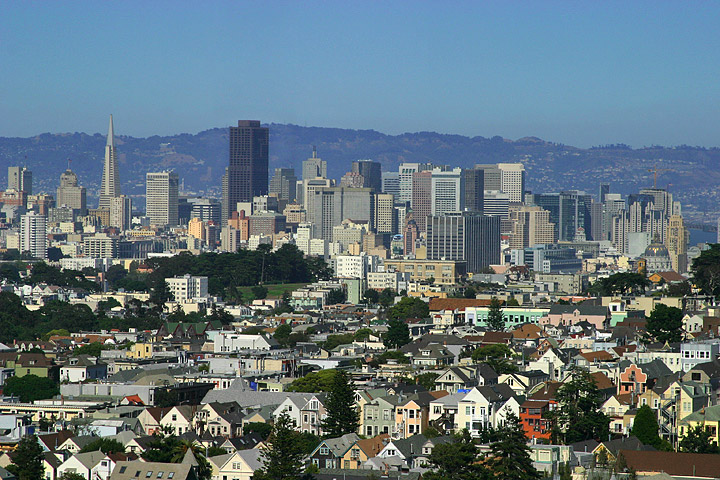
Vista del centro de San Francisco. Las colinas del fondo se encuentran al otro lado de la bahía, en Oakland y Berkeley.

La población estimada en 2008 de San Francisco era de 808 976 habitantes. Con más de seis mil personas por kilómetro cuadrado, la urbe californiana es la segunda más densamente poblada entre las mayores ciudades estadounidenses (con más de doscientos mil habitantes). San Francisco es el punto focal tradicional del Área de la Bahía de San Francisco y forma parte del Área Estadística Metropolitana de San Francisco-Oakland-Fremont y de la todavía mayor Área Estadística Combinada de San José-San Francisco-Oakland, cuya población supera los siete millones de habitantes, convirtiéndose en la quinta más poblada de los Estados Unidos según el censo de 2000.

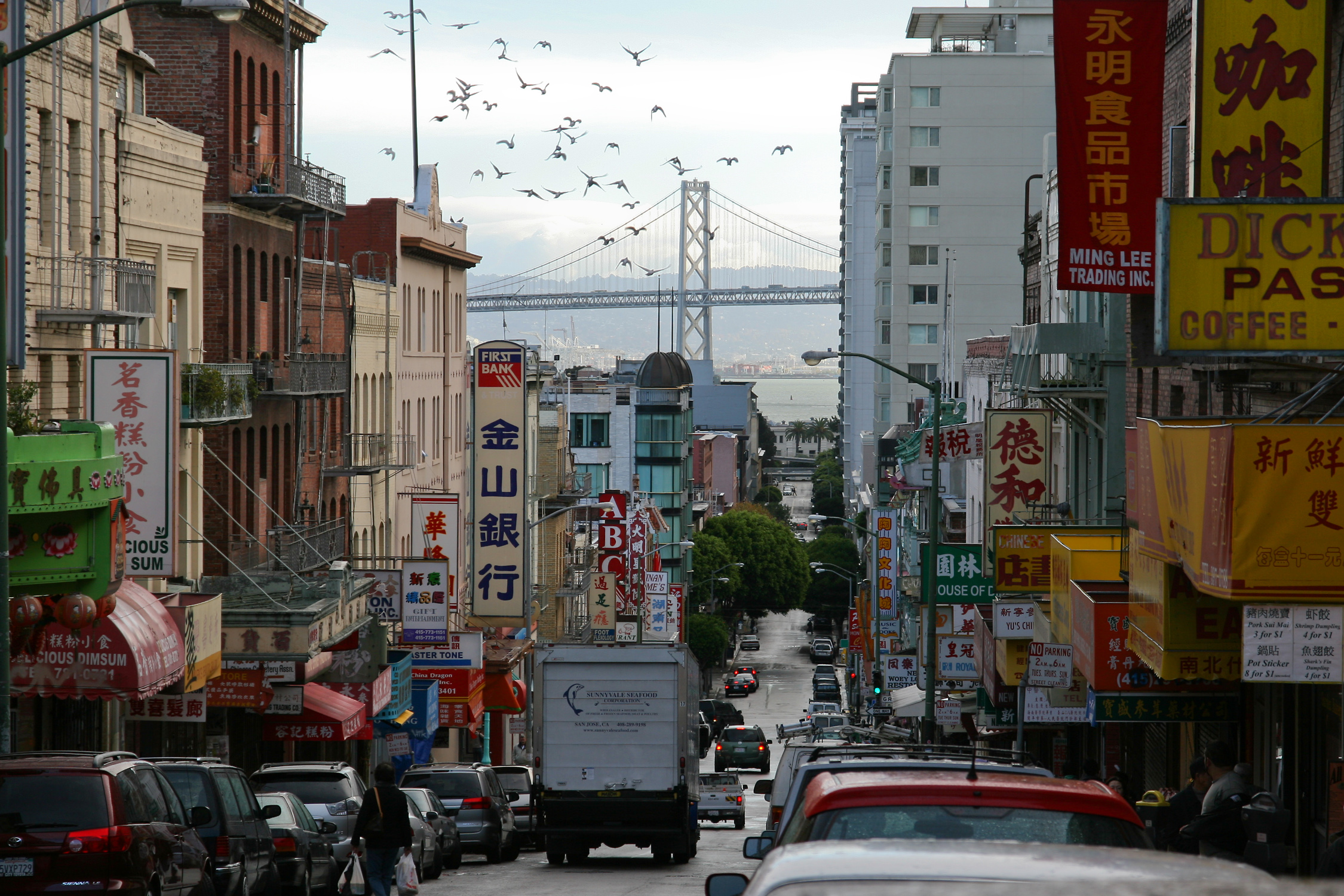
Chinatown concentra una gran parte de la comunidad china de San Francisco.

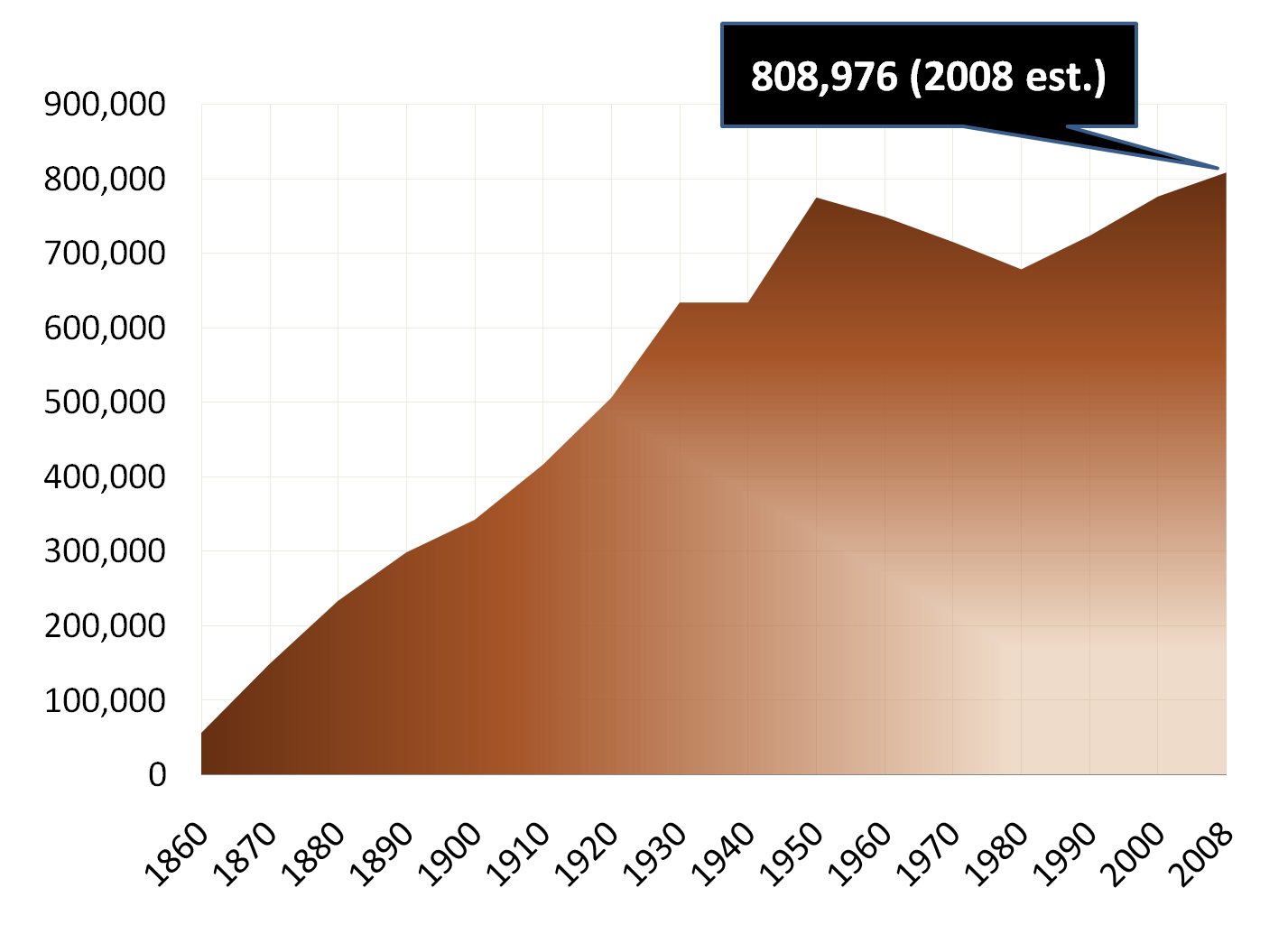
Evolución poblacional por año.

Como la mayoría de las grandes ciudades estadounidenses, San Francisco es una ciudad de mayoría minoritaria, ya que los blancos no hispanos representan menos de la mitad de la población. El American Community Survey de 2006‑2008 estimó que el 45 % de la población era de blancos no hispanos. Los asiáticos de cualquier nacionalidad representaban el 31.3 %, siendo los chinos por nacimiento o herencia el grupo étnico único más numeroso de la ciudad conformando una quinta parte de la población. Los hispanos de cualquier raza representaban el 14 % de la población. Por su parte, los residentes afroamericanos de San Francisco han visto como se ha ido reduciendo su población en la ciudad desde las últimas décadas, ya que han pasado del 13.4 % de 1970 a solo un 7.3 % de la población en este censo. Dicho porcentaje de afroamericanos en San Francisco es similar al del Estado de California; por el contrario, el porcentaje de residentes hispanos es menor a la mitad del porcentaje californiano.
Los nativos de San Francisco forman un porcentaje relativamente pequeño de la población de la ciudad: solo el 37.7 % de sus residentes nacieron en California, mientras que el 35.6 % nacieron fuera de los Estados Unidos. Más de un cuarto de los habitantes de la ciudad (25.2 %) nacieron en otros estados del país.
Según la Encuesta sobre la Comunidad estadounidense de 2005, San Francisco tiene el porcentaje más alto de gais y lesbianas de cualquiera de las cincuenta mayores ciudades estadounidenses, con 15.4 %. San Francisco también tiene el mayor porcentaje de hogares formados por parejas del mismo sexo de cualquier condado de Estados Unidos. En concreto, el barrio de la Bahía tiene una mayor concentración que cualquier otra área metropolitana.
Los ingresos medios de los hogares de San Francisco en 2007 fueron de 65 519 dólares —la tercera mejor ciudad del país—, con la media de ingreso familiar en 81 136 dólares. Siguiendo la tendencia nacional, la emigración de familias de clase media está contribuyendo a la ampliación de la disparidad de ingresos y ha dejado a la ciudad con una menor proporción de niños, el 14.5 %, que cualquier otra gran ciudad estadounidense.
La tasa de pobreza de la ciudad, del 11.8 %, y el porcentaje de familias que viven en la pobreza, el 7.4 %, son ambos inferiores a la media nacional. La tasa de desempleo permanece, hasta agosto de 2009, en 10.1 %. Las personas sin hogar han sido un problema crónico y polémico de San Francisco desde principios de la década de 1980. Se cree que la ciudad californiana posee el mayor número de personas sin hogar per cápita de todas las principales ciudades estadounidenses.
Los índices de violencia y delitos contra la propiedad en San Francisco en el año 2006 reportaron 875 y 4958 casos por cien mil habitantes respectivamente. Estos datos son superiores a la media nacional.

## Gobierno
San Francisco —oficialmente conocida como la Ciudad y Condado de San Francisco— es una ciudad-condado consolidada, un estatus que ha mantenido desde 1856. Es la única que posee tal estatus en California. El alcalde es también el ejecutivo del condado, y la Junta de Supervisores del condado actúa como ayuntamiento. Bajo los estatutos de la ciudad, el gobierno de San Francisco está constituido por dos ramas con el mismo nivel de poder. La rama ejecutiva está encabezada por el alcalde de la ciudad e incluye a otros funcionarios elegidos y designados, así como la administración pública. La Junta de Supervisores, compuesta por once miembros, representa la rama legislativa, y está encabezada por un presidente y es responsable de aprobar las leyes y los presupuestos, aunque San Francisco también hace uso de la iniciativa popular para aprobar cualquier legislación.

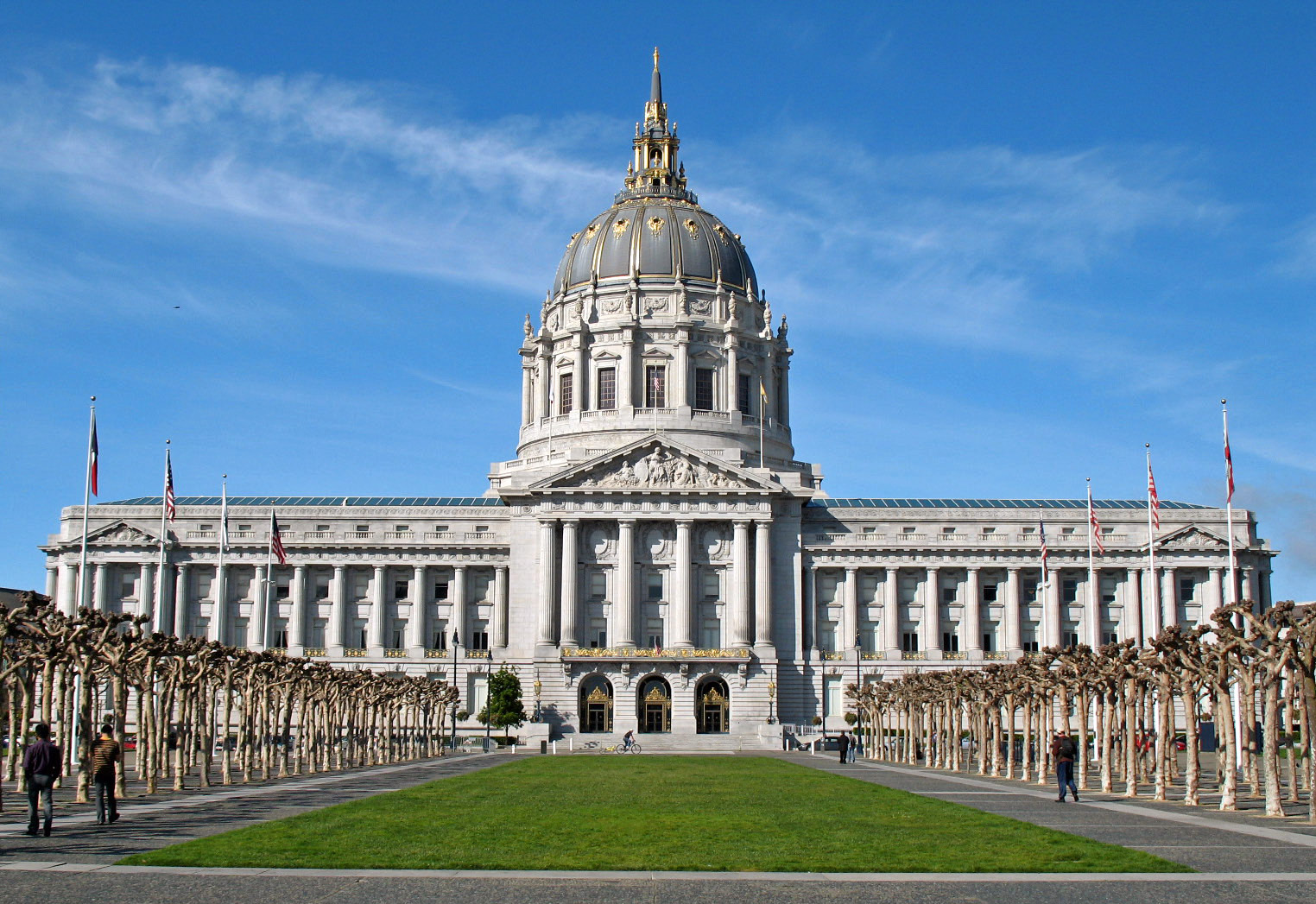
Ayuntamiento de San Francisco.

Los miembros de la Junta de Supervisores son elegidos como representantes de distritos específicos dentro de la ciudad. En caso de fallecimiento o dimisión del alcalde, el presidente de la Junta de Supervisores es quien asume el cargo, como lo hizo Dianne Feinstein tras el asesinato de George Moscone en 1978.
Debido a su singular estatus de ciudad-condado, el gobierno local ejerce jurisdicción sobre los bienes que de otro modo se encontrarían fuera de su límite corporativo. El Aeropuerto Internacional de San Francisco, aunque se encuentra en el condado de San Mateo, pertenece y es operado por la ciudad y condado de San Francisco. A la ciudad-condado también se le concedió un arrendamiento a perpetuidad sobre el valle de Hetch Hetchy y su cuenca hidrográfica en el parque nacional de Yosemite a través de la Ley Raker en 1913.
En 2006, la Junta de Supervisores aprobó el programa Healthy San Francisco, el cual subsidia la atención médica para ciertos residentes sin seguro.
El gobierno federal de San Francisco utiliza la ciudad como centro regional para muchas ramas de la burocracia federal, incluyendo la Corte de Apelaciones de Estados Unidos, el Banco de la Reserva Federal y la Casa de Moneda de los Estados Unidos. Hasta el desmantelamiento a principios de 1990, en la ciudad había grandes instalaciones militares como en el Presidio, isla Treasure y Hunters Point, un legado que aún se refleja en la celebración anual de la Semana de la flota, o Fleet Week. El Estado de California usa a San Francisco como sede de la Corte Suprema del Estado y otros organismos estatales. Algunos gobiernos extranjeros mantienen más de setenta consulados en San Francisco.

## Economía
El turismo es la columna vertebral de la economía de San Francisco. Es frecuente encontrar la imagen de la ciudad en la música, el cine y la cultura popular, lo que ha hecho de la ciudad y sus monumentos reconocibles en todo el mundo. Es la ciudad donde Tony Bennett «dejó su corazón», donde el Pajarero de Alcatraz pasó varios de sus últimos años y donde se decía que el Rice-A-Roni era la comida favorita. San Francisco atrae la tercera mayor cantidad de turistas extranjeros de cualquier ciudad en el país, y afirma que el centro comercial Pier 39 cerca de Fisherman's Wharf es la tercera atracción turística más popular de la nación. Más de dieciséis millones de visitantes llegaron a San Francisco en 2007, lo que supuso una inyección de casi ocho mil doscientos millones de dólares en la ciudad. Con una gran infraestructura hotelera y un centro de convenciones de talla mundial en el Moscone Center, San Francisco se encuentra, también, entre los diez mejores destinos de América del Norte para realizar convenciones y conferencias.

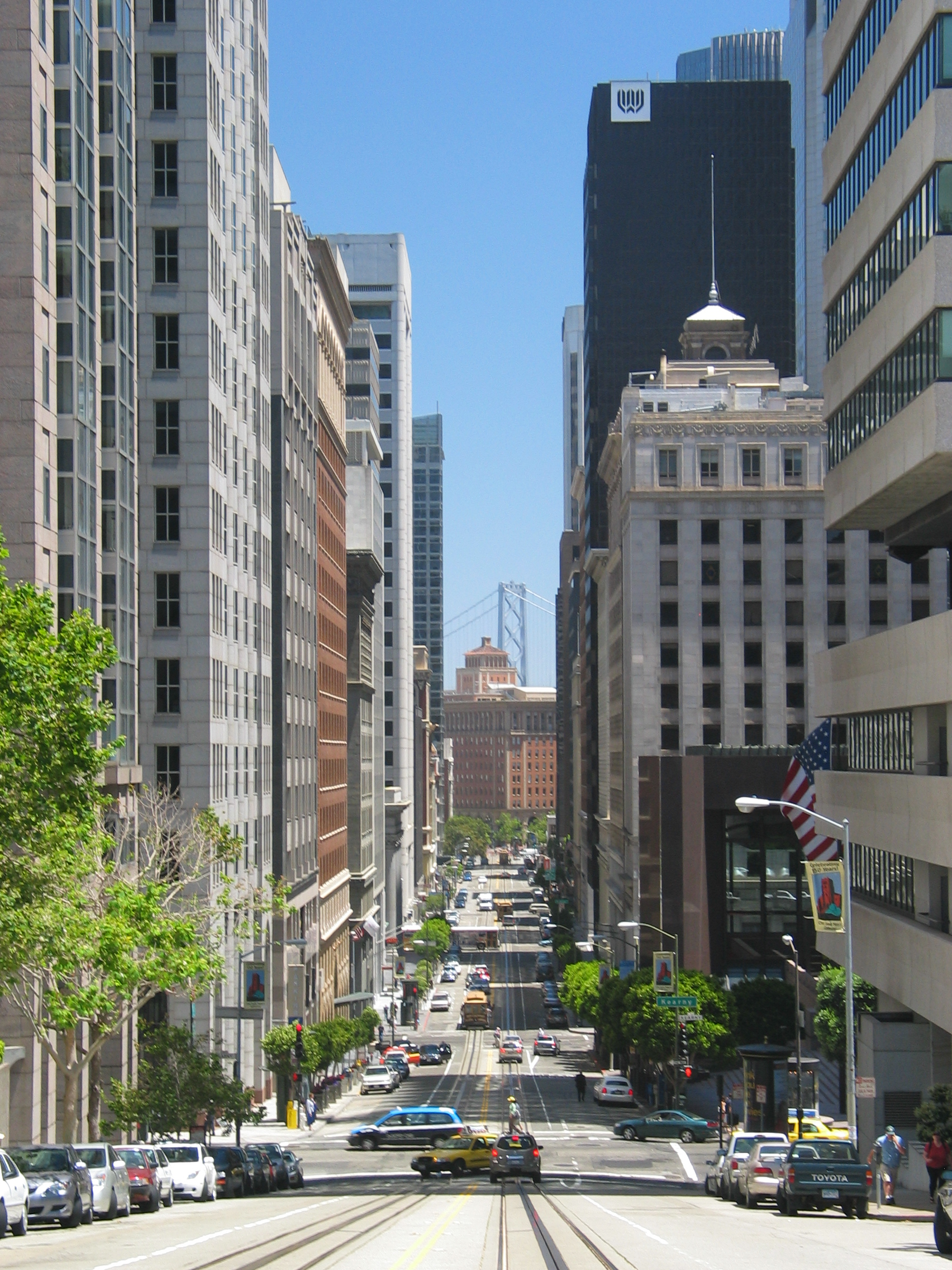
La calle California, situada en el corazón financiero de la ciudad

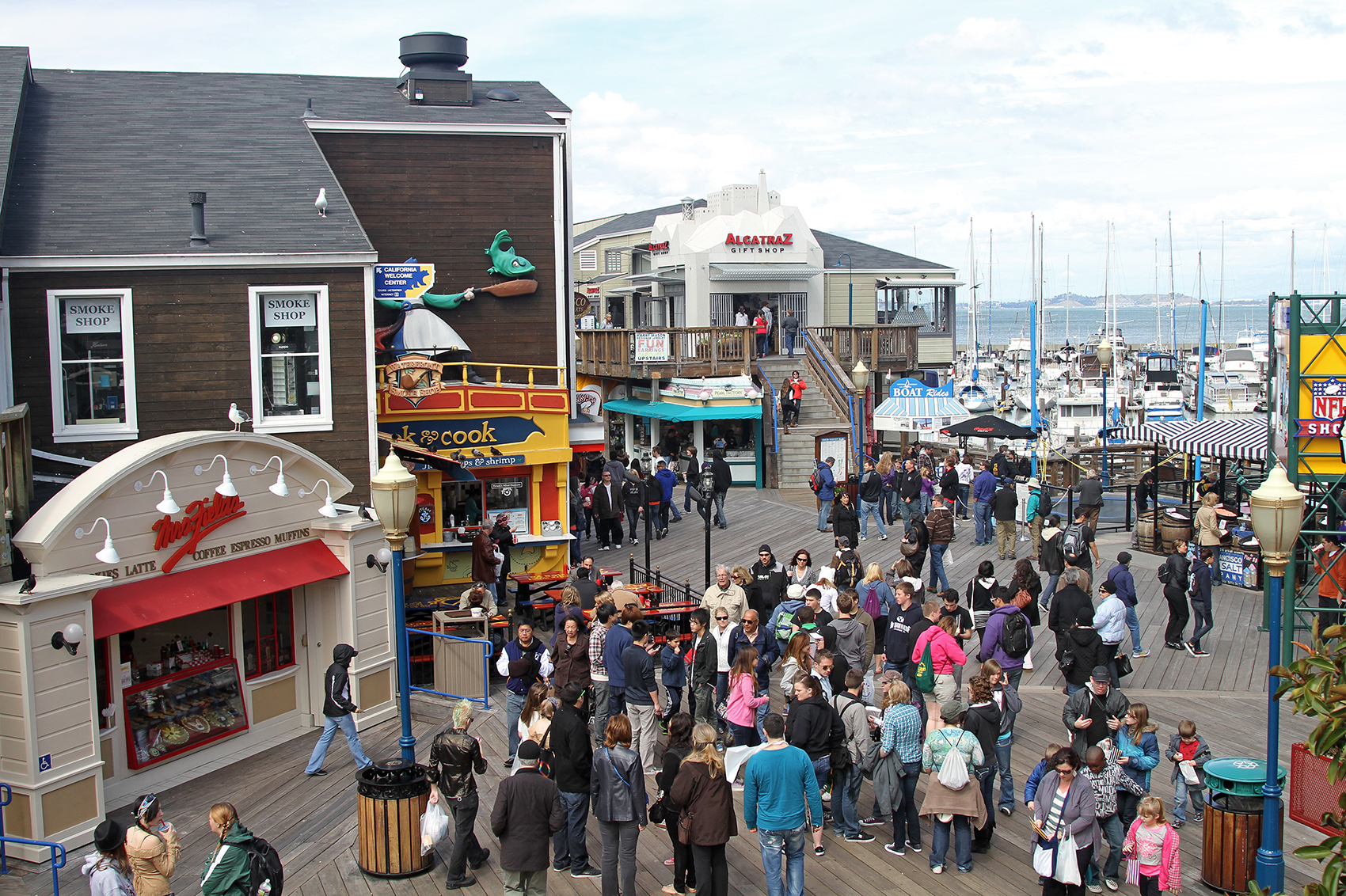
El conocido y turístico centro comercial Pier 39

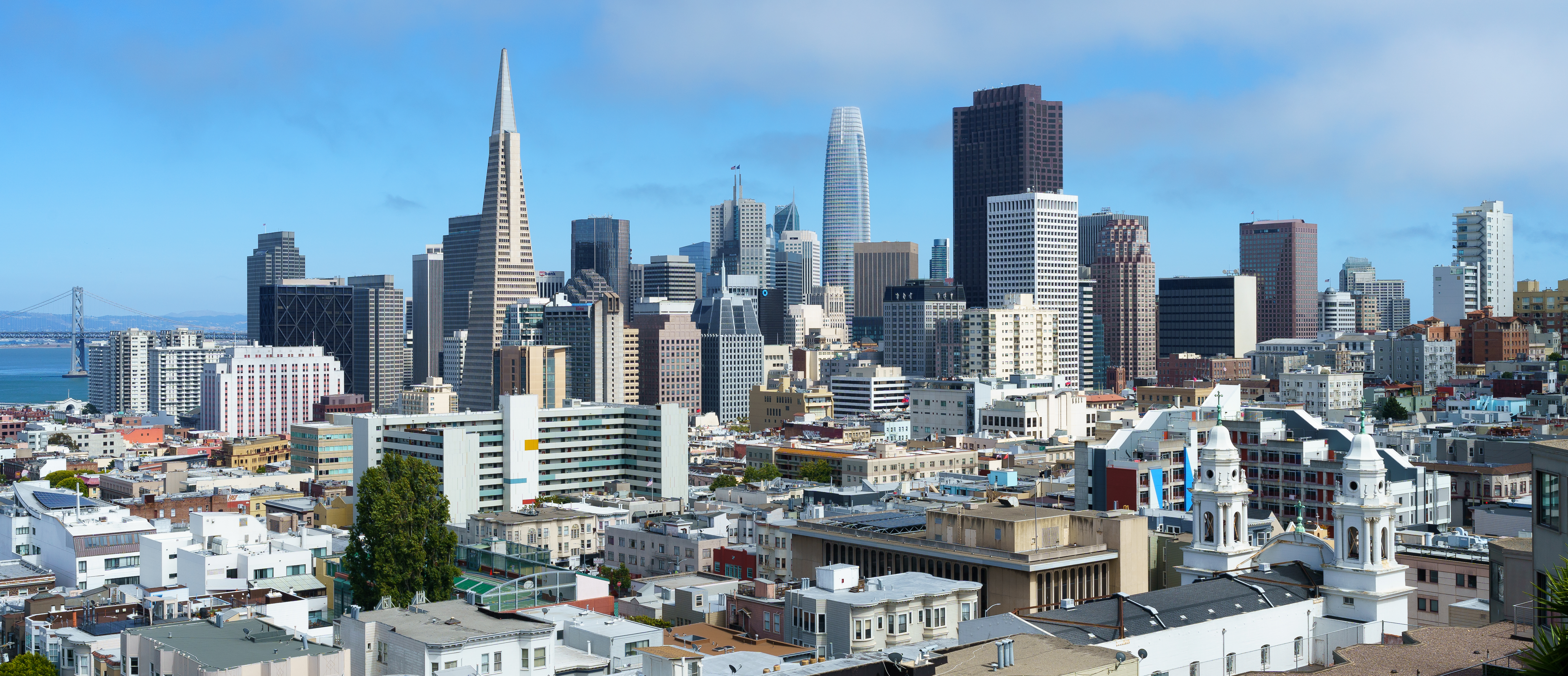
Vista del Distrito Financiero de San Francisco

El legado de la fiebre del oro de California convirtió a San Francisco en el principal centro bancario y financiero de la Costa Oeste a principios del siglo XX. La calle Montgomery en el Distrito Financiero, conocido como el «Wall Street del Oeste», es la sede del Banco de la Reserva Federal de San Francisco, la sede corporativa de Wells Fargo y el sitio de la ahora extinta Bolsa de Valores de la Costa del Pacífico.
El Bank of America, una empresa pionera en hacer accesibles los servicios bancarios a la clase media, fue fundado en San Francisco y, en la década de 1960, construyó un moderno rascacielos en 555 California Street para su sede corporativa. Muchas grandes instituciones financieras, bancos multinacionales y firmas de capital de riesgo tienen su sede en la ciudad o poseen delegaciones regionales en ella. Con más de treinta instituciones financieras internacionales, siete compañías que aparecen en Fortune 500 y una gran infraestructura de apoyo para servicios profesionales —como derecho, relaciones públicas, arquitectura y diseño— también con una importante presencia en la ciudad, San Francisco ha sido designada como una de las diez ciudades beta del mundo. La ciudad ocupaba el decimoctavo puesto en el mundo de la lista de ciudades por PIB en 2008 y el noveno en los Estados Unidos.
La economía de San Francisco cada vez se ha vinculado más con la de sus vecinos del Área de la Bahía, San José y Silicon Valley, al sur, compartiendo su necesidad de trabajadores altamente cualificados con conocimientos especializados. San Francisco se ha posicionado como un centro de investigación de biotecnología y biomedicina. El barrio de Mission Bay, sitio de un segundo campus de la UCSF, fomenta una incipiente industria y sirve como sede del Instituto de California para la Medicina Regenerativa, el organismo público que financia los programas de investigación con células madre del estado.
Las pequeñas empresas con menos de diez empleados y los trabajadores por cuenta propia constituyen el 85 % de los establecimientos de la ciudad. El número de empleados de San Francisco contratados por empresas de más de mil empleados se ha reducido a la mitad desde 1977. El gobierno de la ciudad ha dificultado intencionadamente la expansión de las grandes cadenas comerciales y establecimientos minoristas en la ciudad; la Junta de Supervisores del condado ha utilizado el código de planificación para limitar los barrios en los que los establecimientos minoristas puedan funcionar, un esfuerzo ratificado por los votantes de San Francisco.

## Educación

### Institutos y universidades
La Universidad de California en San Francisco (UCSF) es parte del sistema de la Universidad de California, pero se dedica exclusivamente a la educación de postgrado en salud y ciencias biomédicas. Se encuentra catalogada entre las cinco mejores escuelas de medicina del país, y también opera el UCSF Medical Center, clasificado entre los diez mejores hospitales de los Estados Unidos. La universidad es un importante empleador local, solamente superada por el gobierno de la ciudad y condado. El campus de Mission Bay fue abierto en 2003, complementando sus instalaciones originales en Parnassus Heights. Contiene espacios e instalaciones de investigación para fomentar el estudio de la biotecnología y las ciencias de la vida han duplicado el tamaño de las instalaciones de investigación de la UCSF. El Hastings College of the Law de la Universidad de California, fundado en el Civic Center en 1878, es la escuela de derecho más antigua de California y presume el hecho de tener más jueces en el tribunal estatal que cualquier otra institución.
Fundada en 1855, la Universidad de San Francisco, una universidad privada jesuita situada en Lone Mountain, es la más antigua institución de educación superior en San Francisco y una de las universidades más antiguas al oeste del río Misisipi. Su plan de estudios se centra en las artes liberales. La Universidad de Golden Gate, por su parte, es una universidad privada formada en 1901 y que se localiza en el distrito financiero. Es principalmente una institución de posgrado enfocada en la formación profesional en derecho y negocios, con algunos programas de licenciatura más pequeños ligados a sus escuelas profesionales y de posgrado.
La Universidad Estatal de San Francisco es parte del sistema de la Universidad Estatal de California y está ubicada cerca del lago Merced. La escuela tiene cerca de treinta mil estudiantes, y otorga títulos a nivel licenciatura y maestría en más de cien disciplinas. El City College of San Francisco, con sus principales instalaciones en el distrito de Ingleside, es uno de los mayores colegios comunitarios de dos años del país. Tiene una matrícula de alrededor de cien mil estudiantes y ofrece un amplio programa de educación continua.
Con trece mil alumnos, la Academy of Art University es el mayor instituto de arte y diseño de la nación. Fundado en 1871, el San Francisco Art Institute es la escuela de arte más antigua al oeste del Misisipi. El Conservatorio de Música de San Francisco es el único conservatorio independiente de música en la costa oeste. Fue fundado en 1917 y cuenta con alrededor de cuatrocientos estudiantes.
La Academia Culinaria de California, asociada con el programa de Le Cordon Bleu, ofrece programas en artes culinarias, cocción al horno y artes pasteleras, y hospitalidad y dirección de restaurantes.

### Primaria y secundaria
Las escuelas públicas son administradas por el Distrito Escolar Unificado de San Francisco, así como la Junta Estatal de Educación para algunas escuelas públicas experimentales. La Preparatoria Lowell, la más antigua al oeste del Misisipi, y la más pequeña Escuela de Artes de San Francisco, son dos de las escuelas especializadas (magnet school) a nivel secundario de la ciudad. Algo menos del 30 % de la población en edad escolar de la ciudad asiste a una de las más de cien escuelas privadas o parroquiales de San Francisco, en comparación con la tasa de 10 % a nivel nacional. Cerca de cuarenta de esas escuelas son escuelas católicas administradas por la Arquidiócesis de San Francisco. La mayor escuela privada en San Francisco, la Academia Cornerstone, es una escuela cristiana.

## Cultura y vida contemporánea
San Francisco se caracteriza por un alto nivel de vida. La gran riqueza y las oportunidades generadas por la revolución de Internet siguen atrayendo residentes y trabajadores cultos y de altos ingresos a San Francisco. Los barrios más humildes, en consecuencia, han experimentado un proceso de gentrificación y muchos de los negocios tradicionales de la ciudad y los distritos industriales han sido impulsados por la reconstrucción de el Embarcadero, incluyendo los barrios de South Beach y Mission Bay. Los valores propietarios de la ciudad y los ingresos de los hogares han aumentado hasta llegar a codearse con los más altos del país, permitiendo a la ciudad apoyar una gran infraestructura de restaurantes y entretenimiento. Debido a que el costo de la vida en San Francisco es excepcionalmente alto, muchas familias de clase media ya no pueden permitirse el lujo de vivir dentro de la ciudad y se han ido.

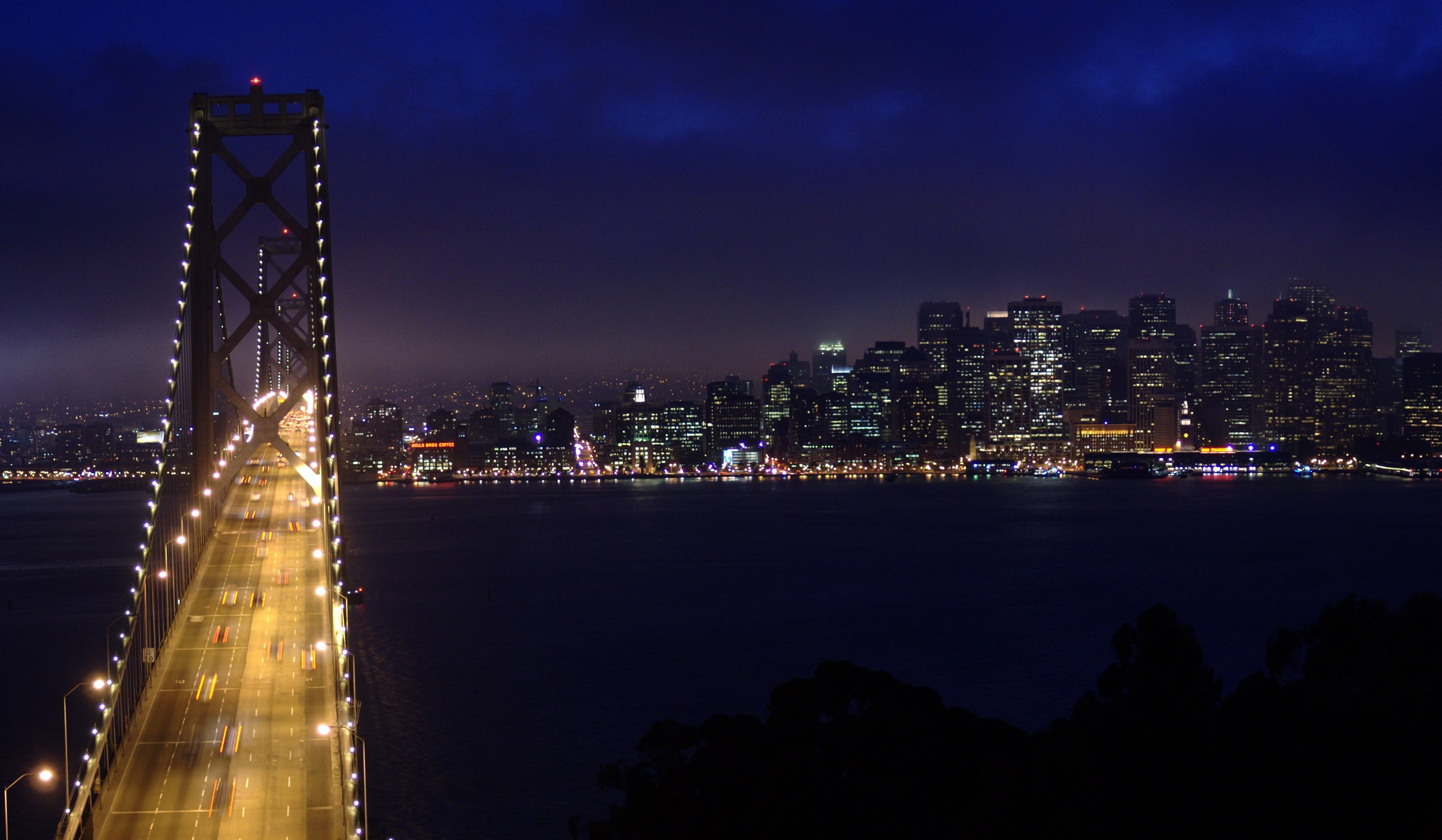
El Puente de la Bahía y la ciudad de San Francisco en una imagen nocturna desde la isla de Yerba Buena.

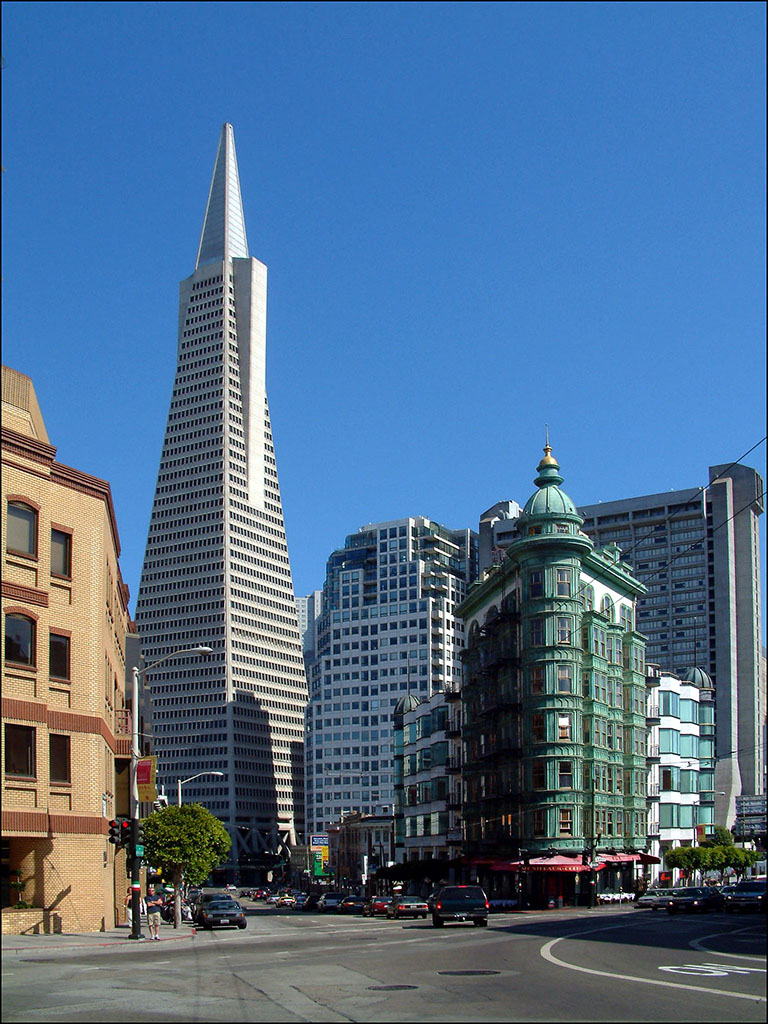
Centro de la ciudad y la Pirámide Transamérica

A pesar de que los centralizados distritos comerciales del distrito financiero y los alrededores de Union Square son bien conocidos en todo el mundo, San Francisco también se caracteriza por la riqueza cultural de su paisaje urbano que presenta barrios de uso mixto situados en torno a corredores comerciales centrales donde los residentes y visitantes pueden caminar. Debido a estas características, San Francisco fue calificado como la ciudad «más caminable» por el sitio web Walkscore.com. Muchos barrios cuentan con una combinación de negocios, restaurantes y lugares que responden a las necesidades diarias de la comunidad y de los visitantes. Algunos barrios están repletos de tiendas, cafés y una activa vida nocturna, como la calle Unión en el barrio de Cow Hollow y la calle 24 en Noe Valley. Otros lo son menos como la calle Irving en el distrito de Sunset o la calle Mission en el barrio de la Misión. Este enfoque ha influido especialmente en el continuo desarrollo del barrio South of Market con el surgimiento de las negocios y residencias de apartamentos.
El carácter internacional que San Francisco ha promovido desde su fundación sigue vigente en la actualidad gracias a la llegada de un gran número de inmigrantes procedentes de Asia y América Latina. Con el 39 % de sus residentes nacidos en el extranjero, San Francisco tiene numerosos barrios llenos de negocios y de instituciones cívicas que atienden a los recién llegados. En particular, la llegada de muchas personas de origen chino, la cual se aceleró a partir de la década de 1970, ha complementado la comunidad históricamente basada en Chinatown al establecerse en toda la ciudad y ha transformado el Desfile del Año Nuevo Chino, celebrado anualmente, en el mayor evento de su tipo fuera de China.
Tras la llegada de escritores y artistas en la década de 1950, quienes establecieron la cultura de cafeterías moderna, y la agitación social de la década de 1960, San Francisco se convirtió en un epicentro de activismo liberal, con los demócratas y los verdes dominando la política local. De hecho, San Francisco nunca le ha otorgado más del 20 % de los votos a un candidato republicano a la presidencia desde las elecciones de 1988. La extensa población gay en la ciudad ha creado y sostenido una comunidad política y culturalmente activa por muchas décadas, desarrollando una poderosa presencia en la vida cívica de San Francisco. La ciudad es un destino popular para los turistas gay y acoge la marcha del orgullo LGBT de San Francisco, un desfile y festival celebrado anualmente.

### Entretenimiento y artes escénicas

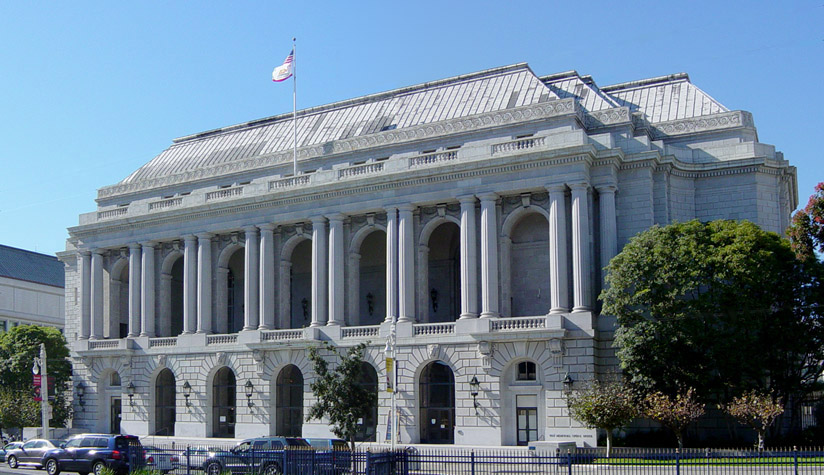
El San Francisco War Memorial Opera House

El San Francisco War Memorial and Performing Arts Center acoge algunas de las más antiguas compañías de artes escénicas del país. El War Memorial Opera House es la sede de la Ópera de San Francisco, la segunda mayor compañía de ópera en América del Norte, así como el Ballet de San Francisco, mientras que la Orquesta Sinfónica de San Francisco actúa en el Davies Symphony Hall.
The Fillmore es una sala de música localizada en el barrio de Western Addition. Es la segunda encarnación de la histórica sala que ganó fama en la década de 1960 de la mano del promotor de conciertos Bill Graham, siendo el escenario donde músicos como Grateful Dead, Janis Joplin y Jefferson Airplane comenzaron sus carreras, dando paso a lo que se conoce como el San Francisco Sound o «sonido de San Francisco».
El American Conservatory Theater ha sido un punto de referencia en las artes escénicas del Área de la Bahía desde su llegada a San Francisco en 1967, acogiendo producciones regularmente. San Francisco recibe con frecuencia producciones teatrales de Broadway que se encuentran de gira por todo el país en sus numerosos recintos localizados en el distrito Theater incluyendo los teatros Curran, Orpheum y Golden Gate. Otros teatros de importancia son el Theatre Bay Area, el New Conservatory Theatre Center y el Geary Theatre.
Además, San Francisco es la sede del San Francisco Gay Men's Chorus, el primer coro abiertamente gay, con doscientos miembros, y de la San Francisco Lesbian/Gay Freedom Band, la primera organización musical abiertamente gay. Otros dos coros gais, el Lesbian/Gay Chorus of San Francisco y el Golden Gate Men's Chorus, también actúan durante todo el año.

### Museos

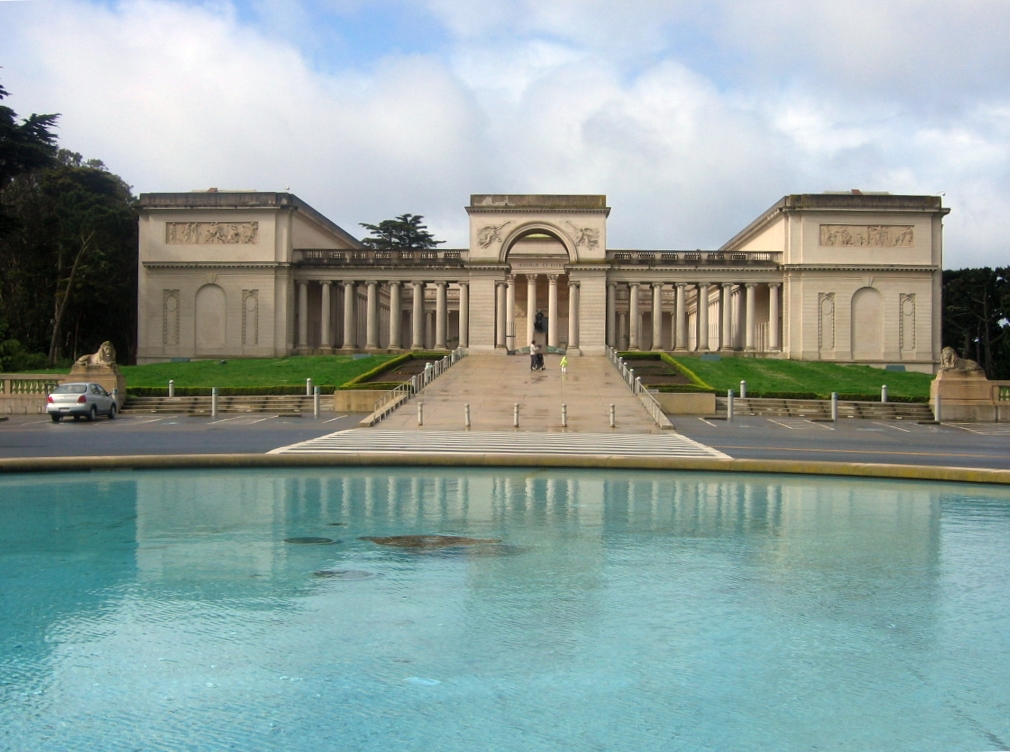
Museo Legion of Honor

El Museo de Arte Moderno de San Francisco contiene obras de arte contemporáneas y del siglo XX. Se trasladó a su actual edificio en el barrio de South of Market en 1995 y ahora atrae a más de seiscientos mil visitantes al año. El Museo Legión of Honor exhibe principalmente antigüedades europeas y obras de arte en su edificio localizado en el Lincoln Park, el cual fue modelado sobre la base de su homónimo parisino. Es administrado por los Museos de Bellas Artes de San Francisco, que también opera el M. H. de Young Memorial Museum en el parque de Golden Gate. La colección del de Young incluye piezas decorativas estadounidenses y artículos antropológicos de África, Oceanía y las Américas. El Museo de Arte de Asia estaba situado en el de Young, hasta que se trasladó con sus objetos de más de seis mil años de historia a la antigua Biblioteca Pública de San Francisco, junto al Civic Center, en 2003.

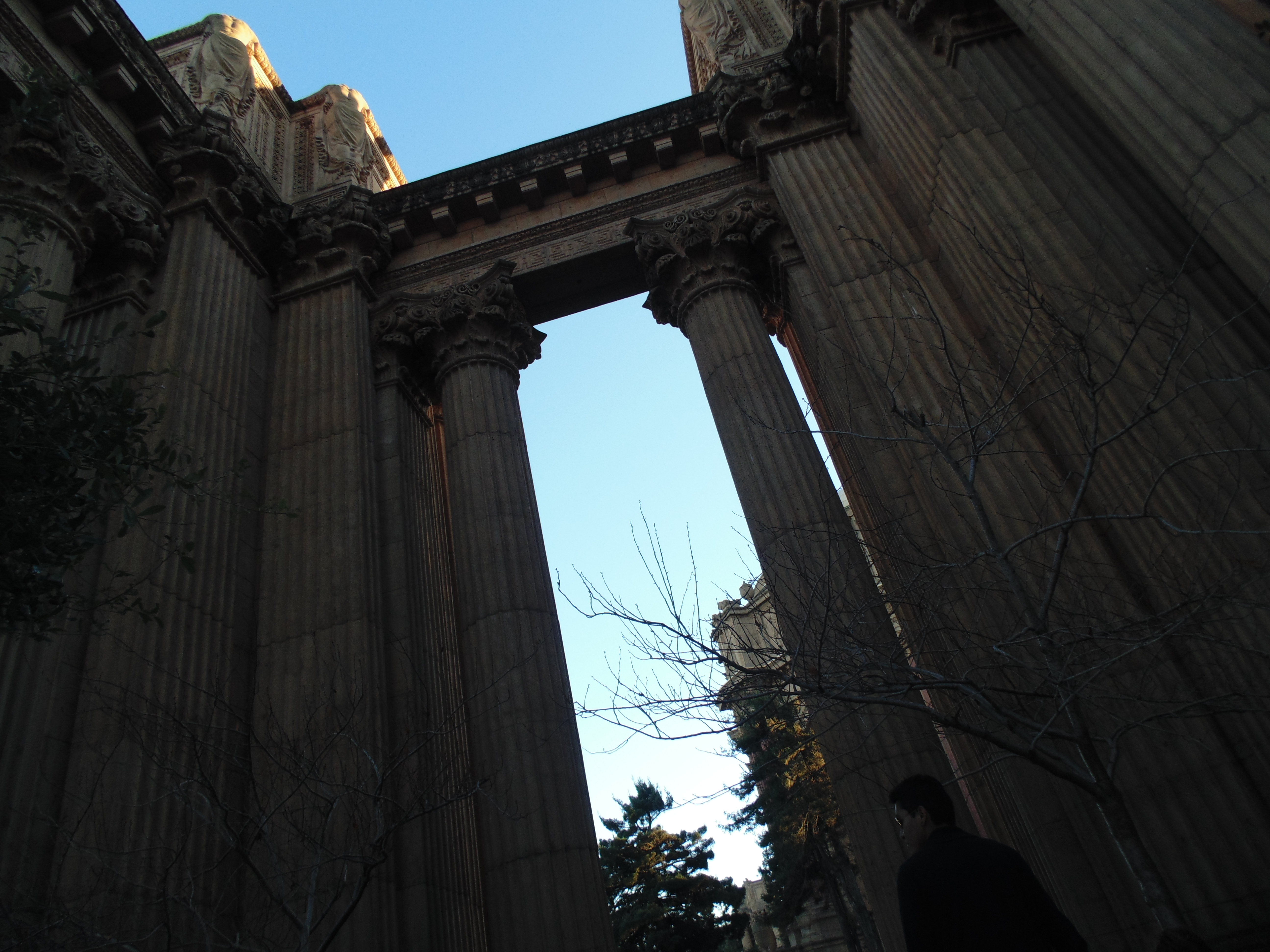
Palace of fine arts.

La Academia de Ciencias de California es un museo de historia natural que también alberga el Planetario Morrison y el Acuario Steinhart. Su estructura actual, con un techo verde, es un ejemplo de arquitectura sustentable y abrió sus puertas en 2008. El Palacio de Bellas Artes, construido originalmente para la Exposición Universal de San Francisco de 1915, ha sido la casa del Exploratorium desde 1969, un museo de ciencias interactivo.

### Música y festivales
La música rock siempre ha jugado un papel importante en la ciudad, empezando por el «sonido de San Francisco» durante la década de 1960. Dos de las bandas más influyentes de la época, los Grateful Dead, Jefferson Airplane y Big Brother and the Holding Company, comenzaron sus carreras en San Francisco en 1965. Otros grupos incluyen a los roqueros Creedence Clearwater Revival, Santana, Journey, Night Ranger y Huey Lewis & the News, la banda de punk Dead Kennedys, los gigantes del metal, Metallica y la banda de metal alternativo Faith No More. El punk, la música electrónica, la música industrial, el rock gótico y las raves fueron populares e influyentes en los años 1980 y principios de la década de 1990. En San Francisco también habitan importantes raperos de la escena del West Coast rap como son Messy Marv, RBL Posse, Rappin' 4-Tay, San Quinn, Andre Nickatina, Big Rich (también conocido como Fillmore Rich), JT the Bigga Figga y Paris. Miguel Migs, Mark Farina y DJ Garth son destacados DJ y músicos electrónicos de la ciudad.
En la década del 80 del siglo pasado, el área de la bahía de san Fracisco fue el epicentro del thrash metal, movimiento dentro de la cultura metal que estuvo representado por las bandas locales Metal Church, Possessed, Exodus, The Legacy (posteriormente Testament), Vio-Lence, Death Angel y otras bandas llegadas de Los Angeles como Metallica y Slayer. La escena de la Bay Area de San Francisco, como es conocida, es una de las más influyentes en la historia del metal como corriente musical y cultural. 
Canciones famosas relacionadas con San Francisco son «I Left My Heart in San Francisco» de Tony Bennett, «San Francisco (Be Sure to Wear Flowers in Your Hair)» de Scott McKenzie, «San Francisco Days» de Chris Isaak y «Fake Tales of San Francisco» de Arctic Monkeys.
En San Francisco también se realizan numerosos festivales, fiestas y desfiles. Los más famosos son el desfile del orgullo gay, que es el más grande de su tipo en el mundo y celebrado anualmente en junio; la Folsom Street Fair en septiembre, el Desfile de Año Nuevo Chino en febrero, el Carnaval durante la primavera, el Litquake y el Hardly Strictly Bluegrass en octubre y el Love Parade (ahora conocido como «Lovefest») a finales de verano y principios de otoño. Durante el fin de semana del Día del Trabajo en 2008, la ciudad también acogió el primer Slow Food Nation, el primer gran acontecimiento público de Slow Food USA y uno de los principales eventos gastronómicos de la nación.
Muchos barrios de San Francisco acogen festivales anuales con música en vivo, artesanías y organizaciones comunitarias. Entre los más importantes se incluyen el Castro Street Fair, Union Street Art Festival, North Beach Festival y Haight-Ashbury Street Fair. La compañía de la Ópera de San Francisco organiza una vez al año una actuación gratuita del Opera in the Park en el Parque Golden Gate. En el Día de la Independencia de los Estados Unidos hay espectáculos de fuegos artificiales en Fisherman's Wharf y Marina Green. Otro espectáculo de fuegos artificiales se celebra cada mayo como parte del KFOG: Kaboom!.

### Medios de comunicación
El San Francisco Chronicle, en el que Herb Caen publicó sus populares reflexiones diarias, es el principal diario de la ciudad y el de mayor circulación en el norte de California. El San Francisco Examiner, alguna vez la piedra angular del imperio mediático de William Randolph Hearst y casa de Ambrose Bierce, vio decaer su circulación a lo largo de los años y ahora tiene la forma de un tabloide gratuito. El Sing Tao Daily asegura ser el mayor de muchos diarios publicados en chino que sirven al área de la bahía. El San Francisco Bay Guardian y el SF Weekly son otros periódicos semanales de la zona, mientras que la San Francisco Magazine y la 7x7 son las principales revistas de la ciudad. La revista de noticias Mother Jones de publicación nacional también tiene su sede en San Francisco.
Muchos famosos periodistas, escritores, dibujantes y editores han pasado por los medios de comunicación de San Francisco, entre los que se incluyen Ambrose Bierce, Henry George, William Randolph Hearst, Mark Twain, Bret Harte, Joaquín Miller, Jack London y Rube Goldberg, entre otros.
El Área de la Bahía de San Francisco es el sexto mercado televisivo más grande de su país, así como el cuarto mercado radiofónico. La emisora de radio más antigua de la ciudad, KCBS (AM), comenzó como una emisora experimental en San José en 1909. KALW fue la primera emisora de radio de frecuencia FM cuando empezó a transmitir en 1941. Todas las grandes cadenas de televisión de los Estados Unidos tienen afiliados transmitiendo en la región, teniendo la mayoría de ellos su sede en la ciudad. También hay varias estaciones no afiliadas, y la CNN, ESPN y BBC tienen agencias de noticias regionales en San Francisco. La primera estación de televisión de la ciudad fue KPIX, que comenzó a emitir su señal en 1948.

### Deportes

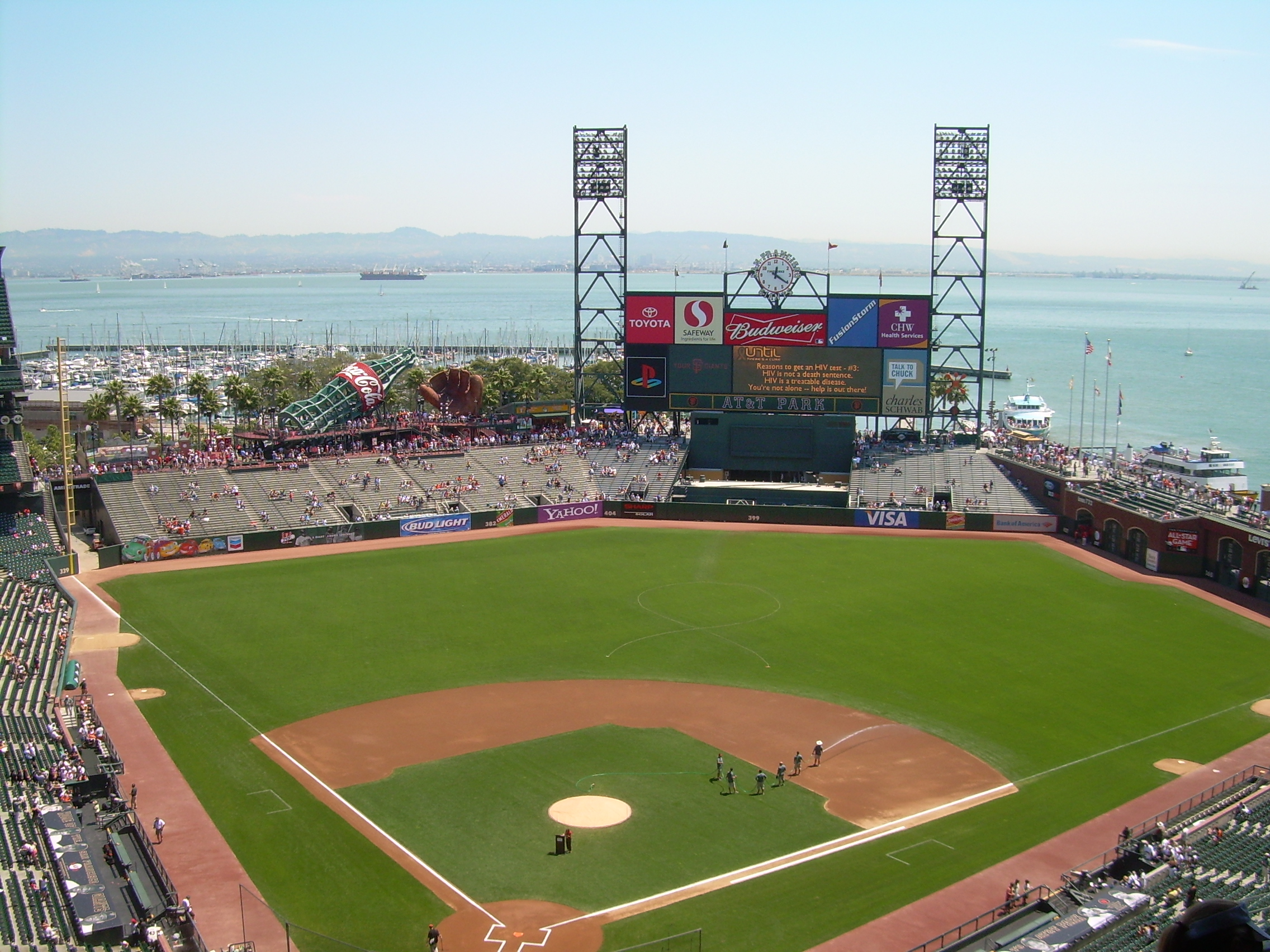
El AT&T Park, estadio de los San Francisco Giants.

Los San Francisco 49ers de la National Football League (NFL) son la franquicia deportiva profesional que lleva más años establecida en la ciudad. El equipo fue creado en 1946 como miembro fundador de la All-America Football Conference, trasladándose a la NFL en 1950 y al Candlestick Park en 1971. Los 49ers ganaron cinco títulos de Super Bowl en los años 1980 y 1990 bajo la tutela del entrenador Bill Walsh y las estrellas Joe Montana, Steve Young, Ronnie Lott y Jerry Rice. En 2014 el equipo se mudó al Levi's Stadium de Santa Clara, 75 km al sureste del centro de San Francisco.
Los Gigantes de San Francisco, equipo perteneciente a las Grandes Ligas de Béisbol, cambiaron Nueva York por California antes de la temporada 1958. A pesar de haber contado con estrellas del calibre de Willie Mays, Willie McCovey y Barry Bonds a lo largo de su historia, el equipo no ganó ninguna Serie Mundial desde su llegada a San Francisco hasta 2010, cuando venció a los Texas Rangers en cinco juegos, conquistando el sexto título de la franquicia, primero en San Francisco. Los Oakland Athletics vencieron a los Giants en la Serie Mundial de 1989 por 4-0, después de que el juego tres, celebrado en San Francisco, fuera pospuesto a causa del terremoto de Loma Prieta. Los Giants juegan en el AT&T Park, inaugurado en 2000, una piedra angular del proyecto de reurbanización de South Beach y Mission Bay.
A nivel universitario, los Dons de la Universidad de San Francisco compiten en la División I de la NCAA, donde Bill Russell guio al programa a los campeonatos de baloncesto de 1955 y 1956. Los Gators de la Universidad Estatal de San Francisco los Urban Knights de la Academia Universitaria de Artes pertenecen a la División II. El AT&T Park alberga anualmente el Emerald Bowl de fútbol americano universitario.
El Bay to Breakers, carrera disputada cada año desde 1912, es conocida por sus coloridos trajes y por el espíritu festivo de la comunidad. La Maratón de San Francisco es un evento anual que atrae a más de siete mil participantes. El triatlón conocido como Fuga de Alcatraz, desde 1980, ha atraído a más de dos mil triatletas profesionales y amateurs para su celebración anual. El Olympic Club, fundado en 1860, es el club deportivo más antiguo de los Estados Unidos. Su campo de golf privado, situado en la frontera con Daly City, ha acogido el US Open en cuatro ocasiones. El Harding Park, un campo de golf público, ha albergado varios torneos del PGA Tour.
Con un clima ideal para actividades al aire libre, San Francisco tiene amplios recursos y oportunidades para deportes y actividades de ocio tanto profesionales como amateurs. Hay más de trescientos veinte kilómetros de ciclovías y rutas en la ciudad, mientras que El Embarcadero y Marina Green son los lugares favoritos para el skateboarding. Existen abundantes instalaciones de tenis en el parque Golden Gate y en el parque Dolores, así como en otros barrios a lo largo de la ciudad. Los paseos en barca, la navegación a vela, el windsurf y el kitesurf son actividades populares en la bahía de San Francisco. En el distrito de Marina, la ciudad cuenta con un puerto deportivo. Los residentes de San Francisco se han clasificado frecuentemente entre los más en forma de su país.
En baloncesto, un equipo de la NBA, los Golden State Warriors, mudaron su sede de la ciudad de Oakland a San Francisco en el verano del 2019.
En fútbol tiene a los San Francisco Deltas FC que jugaran a partir de la temporada 2017 en la NASL. Además cuenta con el San Francisco City FC que juega en la Premier Development League y la San Francisco Soccer Football League, una de las ligas más antiguas de fútbol.

## Transporte

### Carreteras

Tráfico en el Puente de la Bahía

Debido a su geografía especial —que hace de las carreteras de circunvalación algo poco práctico— y a las revueltas en las autopistas que tuvieron lugar a finales de los años 1950, San Francisco es una de las pocas ciudades estadounidenses que ha optado por un sistema europeo de vías arteriales en lugar de una gran red de autovías. Esta tendencia continuó tras el terremoto de Loma Prieta de 1989, cuando los líderes de la ciudad decidieron demoler la autovía del Embarcadero y el electorado aprobó la demolición de una parte de la autovía Central, convirtiéndolas en bulevares al nivel de las calles.
La Interestatal 80 comienza en el acceso al puente de la Bahía y es el único enlace directo para los automóviles hacia la bahía del Este. La Ruta Federal 101 extiende la Interestatal 80 al sur a lo largo de la bahía de San Francisco hacia Silicon Valley. Hacia el norte, la ruta 101 emplea las vías arteriales de la avenida Van Ness y la calle Lombard hacia el puente Golden Gate, el único acceso por carretera desde San Francisco al condado de Marin y a la zona norte. La Ruta Estatal 1 entra también a la ciudad por el Golden Gate, pero se desvía de la 101, bisecando el lado oeste de la ciudad siendo la 19th Avenue, uniéndose con la Interestatal 280 en la frontera sur de la ciudad. La Interestatal 280 continúa su recorrido por la parte central de la península en dirección a San José. En la parte septentrional, la 280 se dirige al norte y al este, y termina en el área de South of Market. La Ruta estatal 35, que atraviesa la mayor parte de la península junto con la sierra de Santa Cruz, entra a la ciudad desde el sur como el bulevar Skyline, siguiendo las calles de la ciudad hasta que termina en su intersección con la Ruta Estatal 1. La Ruta Estatal 82 entra en San Francisco desde el sur como la calle Mission, siguiendo la ruta del histórico El Camino Real y finaliza poco después, en su cruce con la 280. El término occidental de la autopista Lincoln, que atraviesa el país de costa a costa, está en el parque Lincoln. Las vías más importantes que van de este a oeste incluyen Geary Boulevard, el corredor de las calles Lincoln Way/Fell y Market/Portola Drive.
El ciclismo es un medio de transporte muy popular en San Francisco, habiendo alrededor de cuarenta mil habitantes que viajan regularmente en bicicleta al trabajo.

### Transporte público

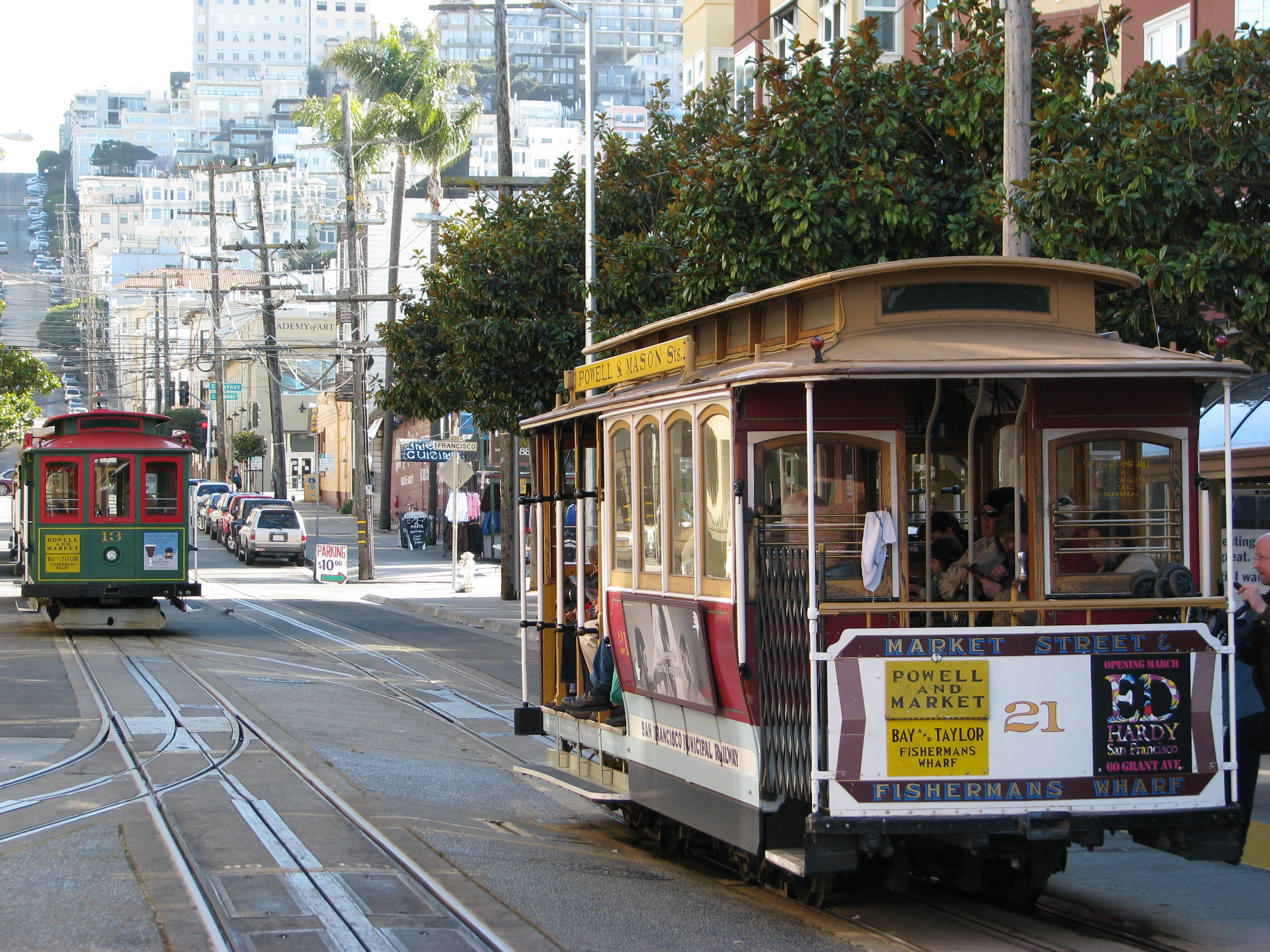
La línea de tranvía Powell & Mason en San Francisco

Casi un tercio de la población que viaja al trabajo lo hace en transporte público, según un estudio del censo estadounidense realizado en 2005. El transporte público dentro de la ciudad lo gestiona, principalmente, la San Francisco Municipal Railway (conocido como Muni). El sistema, que es propiedad de la ciudad, opera un sistema que es una combinación de tren ligero y metro (el Muni Metro), así como una red de autobuses que incluye trolebuses, autocares diésel estándar y autobuses diésel híbridos. Los tranvías se desplazan por las calles en barrios periféricos, pero subterráneamente en el centro. Además, la Muni posee la histórica línea F Market & Wharves, que transita por las calles superficiales desde Castro hasta Fisherman's Wharf (a través de la calle Market) y el simbólico sistema de tranvías, que ha sido designado Hito Histórico Nacional.
El servicio de tren de cercanías es proporcionado por dos agencias complementarias. La Bay Area Rapid Transit (BART) es el servicio regional de metro que conecta San Francisco con el Este de la Bahía a través del Transbay Tube, un túnel submarino. La línea discurre por debajo de la calle Market hasta el Civic Center, donde gira al sur hacia el distrito de la Misión, al sur de la ciudad, y a través del condado de San Mateo al norte, hasta el Aeropuerto Internacional de San Francisco y Millbrae. El sistema de Caltrain sale de San Francisco recorriendo la península hasta San José. La línea data de 1863 y durante muchos años fue operada por Southern Pacific.
La Terminal Transbay sirve como estación principal para los servicios públicos de autobuses de largo recorrido, y como punto focal para los sistemas autobuses regionales AC Transit (condado de Alameda), SamTrans (condado de San Mateo) y Golden Gate Transit (condados de Marin y Sonoma). Amtrak también dispone de autobuses regulares desde San Francisco hasta la estación de tren de Emeryville.
Una pequeña flota de ferris comerciales y turísticos opera desde la estación principal de ferry de San Francisco (Ferry Building) y Pier 39 conectando a la ciudad con el condado de Marin, Oakland y al norte con Vallejo, en el condado de Solano.

### Aéreo

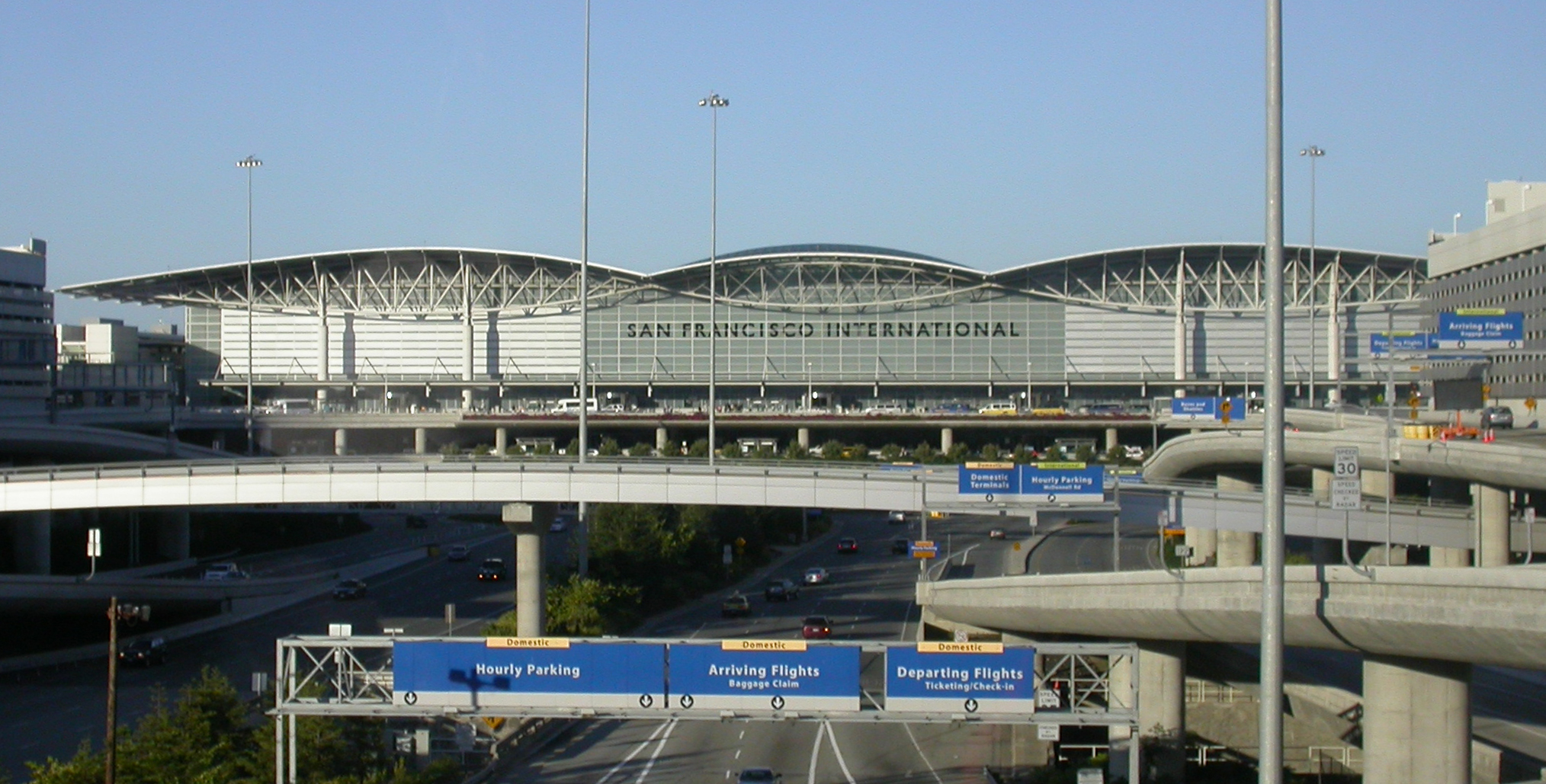
Aeropuerto Internacional de San Francisco

El Aeropuerto Internacional de San Francisco, aunque está situado a 21 km al sur de la ciudad en el condado de San Mateo, está bajo la jurisdicción de la ciudad y condado de San Francisco. El aeropuerto está próximo a las ciudades de Millbrae y San Bruno, pero también bordea la parte más meridional de South San Francisco. El aeropuerto es el centro principal de operaciones de United Airlines y la decisión de Virgin America de establecer sus operaciones en el aeropuerto sanfranciscano invirtió la tendencia de las aerolínea de bajo coste, que generalmente optaban por establecerse en Oakland y San José antes que en San Francisco. El aeropuerto posee, además, la terminal internacional más grande de Norteamérica. El aeropuerto está construido sobre un terreno ganado al mar que se extiende hacia la bahía de San Francisco. Durante el auge económico de finales de los años 1990, cuando la saturación de tráfico provocaba constantes retrasos, se volvió difícil atender a las peticiones que clamaban por la construcción de una pista adicional para aliviar la presión, ya que esto hubiera supuesto llevar a cabo una nueva ganancia de tierra al mar. Estas quejas se disiparon a comienzos de los años 2000, cuando el tráfico aéreo disminuyó, y, en 2006, el aeropuerto de San Francisco era ya el 14.º aeropuerto que transportaba mayor volumen de pasajeros al año y el 26.º en el mundo, con un total de 33.5 millones de pasajeros anuales.

### Puertos marítimos

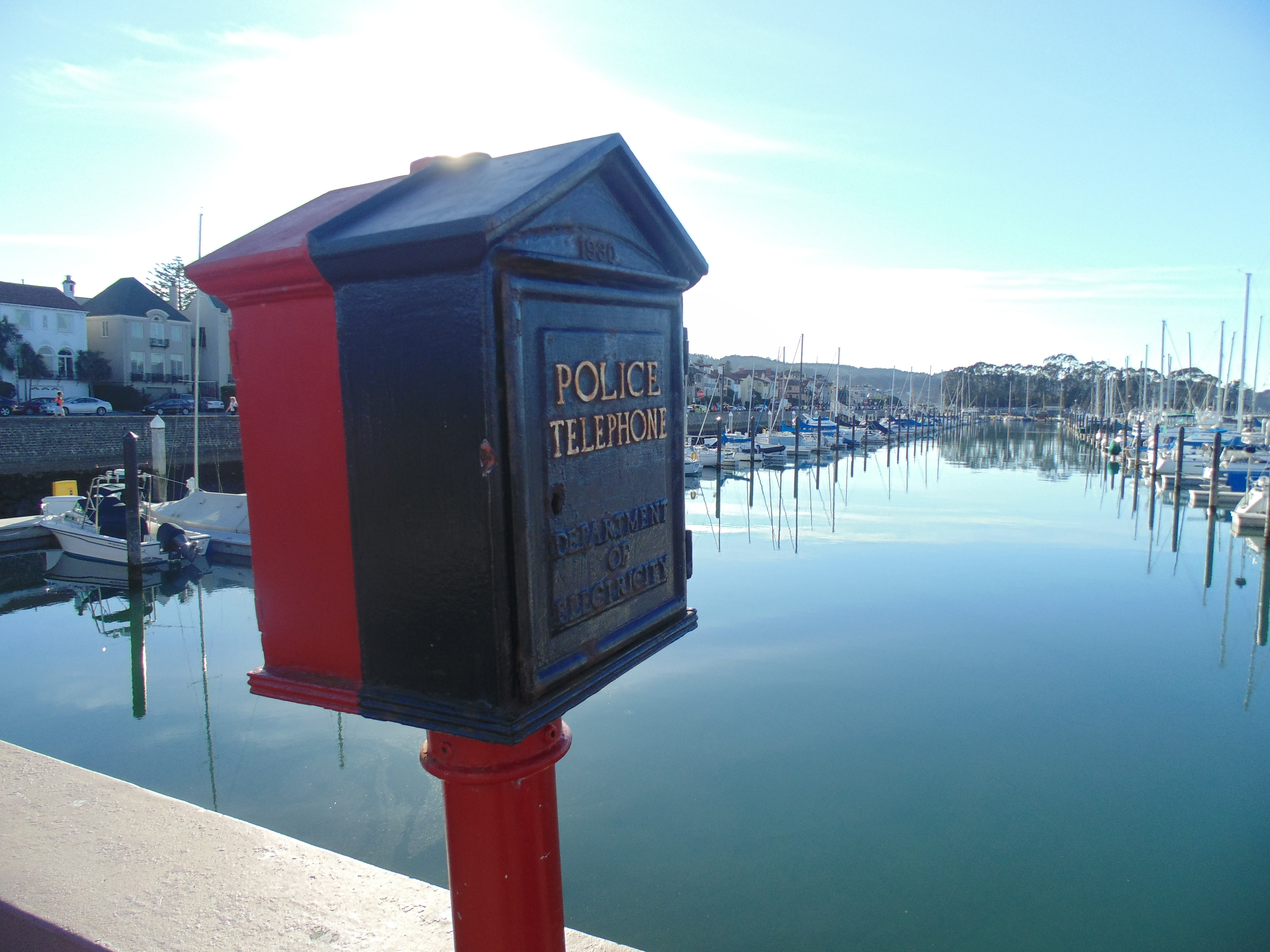
Muelle de San Francisco

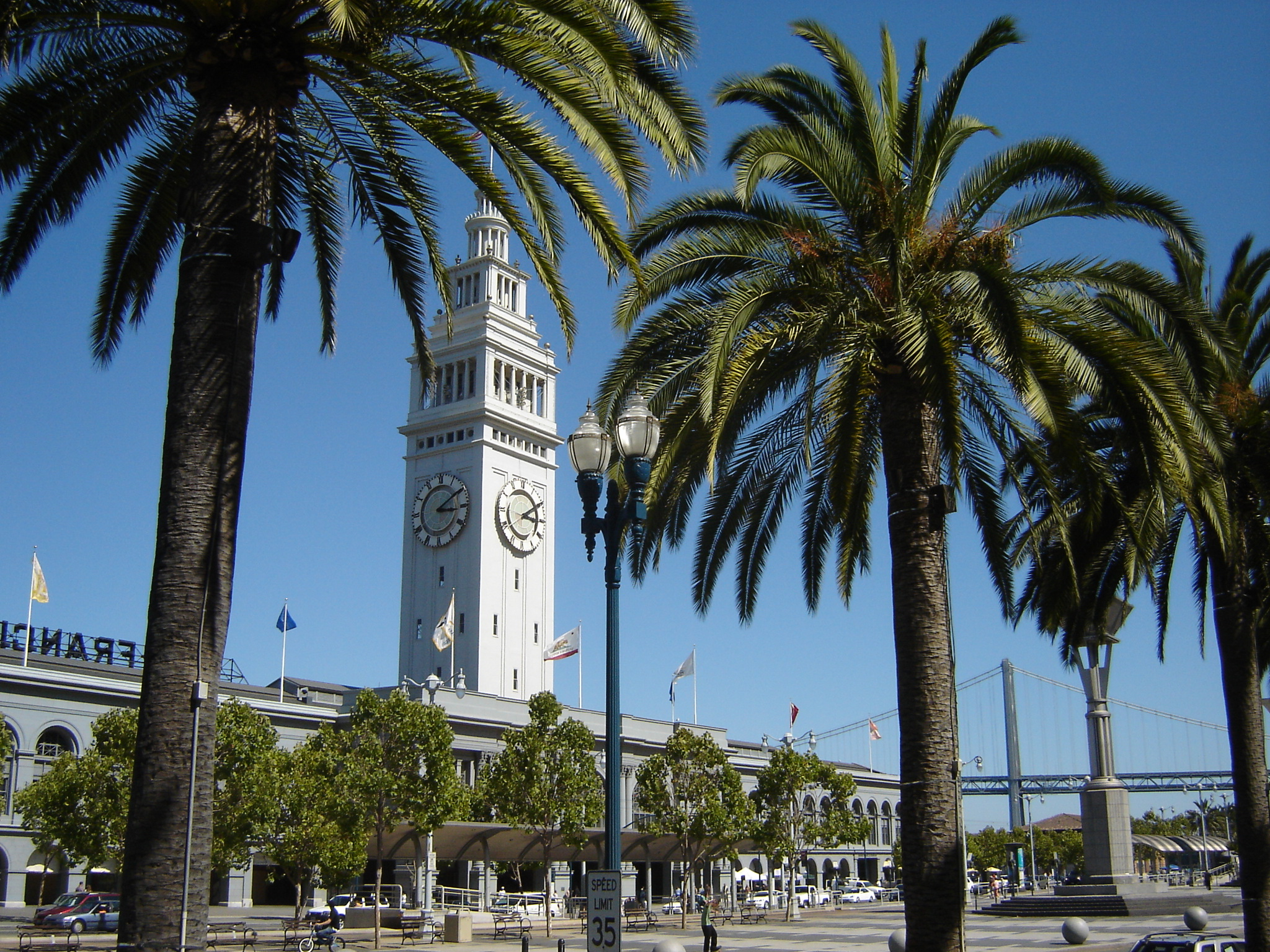
El Edificio Ferry junto al Embarcadero

El Puerto de San Francisco fue antaño el puerto más grande y congestionado de toda la costa oeste. Presentaba numerosos muelles perpendiculares a la costa donde la carga era descargada manualmente o mediante grúas y transportada a los almacenes cercanos. El puerto recibía y mandaba cargas a destinos transpacíficos y atlánticos, y era el centro del Comercio de madera en la costa oeste. La Huelga portuaria de la costa oeste de 1934, un importante episodio en el movimiento laboral de Estados Unidos, llevó al puerto a un estancamiento. La llegada de los barcos contenedores hizo que los puertos de muelles se quedasen obsoletos, y la mayoría del tráfico comercial de carga se trasladó al Puerto de Oakland. Una reducida actividad de carga a bulto continúa presente hoy en día en el canal de Islais Creek.
Muchos muelles permanecieron abandonados hasta que la demolición del Embarcadero Freeway reabrió la zona de muelles en el centro de la ciudad, y permitiendo así retomar su desarrollo. La pieza central del puerto, el edificio Ferry, el cual todavía recibe ferris de transporte de trabajadores, ha sido reestructurado y reconstruido como un mercado de productos gurmé. Las otras actividades del puerto se enfocan ahora al desarrollo de infraestructura acuática con el fin de promover el turismo y recreo.

## Ciudades hermanadas
La ciudad de San Francisco, de acuerdo con la web de Sister Cities International, posee hermanamientos con las siguientes ciudades:
- Abiyán, Costa de Marfil.
- Asís, Italia.
- Barcelona, España.
- Barranquilla, Colombia.
- Caracas, Venezuela.
- Callao, Perú.
- Ciudad Ho Chi Minh, Vietnam.
- Cork, Irlanda.
- Cracovia, Polonia.
- Haifa, Israel.
- Loja, Ecuador.
- Manila, Filipinas.
- Osaka, Japón. (Hasta 2018)
- Punta del Este, Uruguay.
- Salónica, Grecia.
- Seúl, Corea del Sur.
- Shanghái, China.
- Sídney, Australia.
- Taipéi, China.
- Valparaíso, Chile.
- Zúrich, Suiza.